# Équipe du Brésil de football
Cet article traite de l'équipe masculine. Pour l'équipe féminine, voir Équipe du Brésil féminine de football.
Maillots
L'équipe du Brésil de football (en portugais : Seleção Brasileira de Futebol) est la sélection de joueurs brésiliens représentant le pays lors des compétitions internationales de football masculin, sous l'égide de la Confédération brésilienne de football.
La Seleção est l'une des meilleures équipes nationales du monde. Elle détient plusieurs records, et a la particularité d’être la seule sélection à n'avoir manqué aucune phase finale de Coupe du monde. Le Brésil est également le pays qui a remporté le plus de fois le trophée mondial, en 1958, 1962, 1970, 1994 et 2002, sur trois continents différents, mais jamais sur son sol. En 1970, il remporte définitivement le trophée Jules-Rimet, mis en jeu lors de la première édition. Organisateur du tournoi à deux reprises, en 1950 et 2014, le Brésil connaît deux défaites vécues comme des drames nationaux, face à l'Uruguay 2-1 pour le titre (match surnommé le Maracanaço), et 64 ans plus tard en demi-finale devant l'Allemagne sur le score fleuve de 7-1.
Le Brésil est par ailleurs vainqueur à neuf reprises du championnat d'Amérique du Sud (appelé Copa América depuis 1970). Symbole de sa position dans le football mondial, la Seleção occupe le 1er rang du classement mondial de la FIFA (créé en 1993), de 1994 à 2006 pratiquement sans discontinuité. Le 20 août 2016 au Stade Maracanã, le Brésil remporte la première médaille d'or olympique de son histoire en battant l'Allemagne en finale des Jeux de Rio. Comme la France et l'Argentine, il compte ainsi des victoires dans les compétitions internationales les plus importantes : Coupe du monde, Jeux olympiques, Coupe des confédérations (avec un record de quatre victoires en 1997, 2005, 2009 et 2013) et championnat continental (9 victoires entre 1919 et 2019).
Parmi les nombreux joueurs de football brésiliens ayant marqué l'histoire de la sélection, l'attaquant Pelé, seul triple vainqueur de la Coupe du monde entre 1958 et 1970, est le plus grand joueur de l'histoire du football. Dans l'équipe mondiale du XXe siècle, rendue publique en 1998 sous l'égide de la FIFA, Pelé est accompagné de trois compatriotes et coéquipiers : l'ailier Garrincha, considéré comme l'un des meilleurs dribbleurs de l'histoire, et les arrières latéraux Nilton Santos et Carlos Alberto Torres.

## Histoire

### Genèse du football brésilien

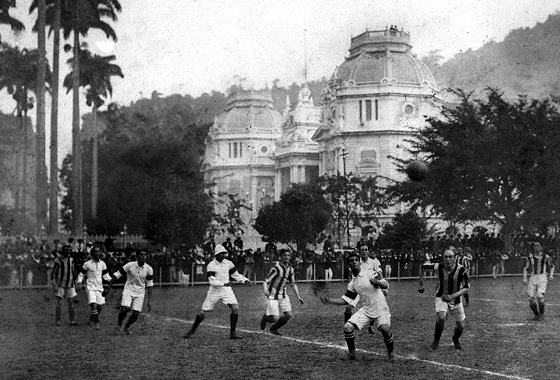
Premier match de la sélection brésilienne contre Exeter City en 1914.

Le football est introduit au Brésil à la fin du XIXe siècle par des expatriés britanniques, Charles William Miller à São Paulo et Thomas Donohue à Rio de Janeiro, et allemands, dans le Rio Grande do Sul frontalier de l'Uruguay et de l'Argentine. Adopté par l'élite blanche brésilienne, le football se développe vite au début du XXe siècle. Un premier championnat est mis en place en 1902 à São Paulo. Les premières sélections inter-clubs voient le jour, à partir de 1903 et 1906 à Bahia et São Paulo, pour affronter des équipes étrangères de passage dans le pays. La première rencontre internationale a lieu le 12 septembre 1906 à Rio contre l'Afrique du Sud (défaite 4-0). En 1908, l'équipe d'Argentine se déplace pour la première fois au Brésil pour rencontrer une sélection Carioca. Ces matchs de gala se multiplient, notamment en 1913.
La Confédération brésilienne de football (en portugais : Confederação Brasileira de Futebol) est créée en 1914 pour unifier la pratique du football dans les différents États du Brésil. Le 21 juillet 1914 une sélection commune de joueurs de Rio de Janeiro et São Paulo affronte à Rio de Janeiro le club anglais d'Exeter City, en tournée en Amérique du Sud. Les Brésiliens l'emportent grâce à des buts d'Oswaldo Gomes (pt) et Osman (2-0),,, (d'autres sources indiquent que le match s'est conclu sur un match nul 3-3,). En septembre, la sélection du Brésil joue ses premiers matchs contre une équipe nationale, celle d'Argentine, à Buenos Aires. Elle s'incline d'abord (3-0) puis prend sa revanche (3-1). Le 27, les deux équipes se disputent lors d'un 3e duel la Copa Roca, un trophée offert par l'ancien président argentin Julio Argentino Roca. Les Brésiliens l'emportent 1-0 dans une ambiance décrite comme amicale. La Copa Roca sera disputée à onze reprises jusqu'en 1976.

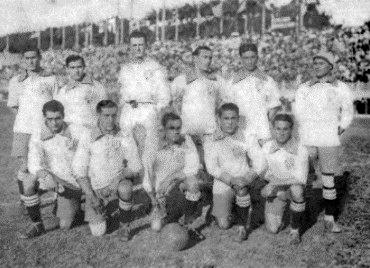
Les champions brésiliens de 1919.

Membre fondateur de la Confédération sud-américaine de football avec l'Argentine, l'Uruguay et le Chili, le Brésil participe à partir de 1916 au championnat sud-américain des nations. Les premiers pas de la sélection brésilienne ne sont cependant pas brillants, les nombreux conflits internes ne facilitant pas la tâche des techniciens de la CBF. Les Brésiliens terminent à la 3e place du tournoi en 1916 à Buenos Aires, puis en 1917 à Montevideo. La 3e édition, en 1919, est organisée à Rio de Janeiro. La Seleção, menée par le talentueux Arthur Friedenreich, bat successivement le Chili (6-0), l'Argentine (3-1) et l'Uruguay (2-2 puis 1-0 en match d'appui), et remporte ainsi son premier titre d'importance,. Dominée en 1920 au Chili et 1921 en Argentine, la sélection est sujette à polémique en 1921 quand le président brésilien Epitácio Pessoa publie un décret dit « de blancheur », interdisant aux joueurs à la peau noire d'être sélectionnés en équipe nationale, pour des raisons de prestige. Elle compte pourtant dans ses rangs plusieurs joueurs mulâtres, au premier rang desquels sa vedette Friedenreich.
Le Brésil est de nouveau l'hôte du championnat sud-américain en 1922. Première ex æquo avec le Paraguay, la Seleção remporte la finale organisée pour départager les deux sélections et enlève ainsi sa 2e couronne continentale. Par la suite, elle va cependant souffrir de la comparaison avec ses voisines uruguayenne et argentine, qui dominent le football mondial. La rivalité entre les fédérations de l'État de São Paulo et de Rio de Janeiro devient telle que chaque fédération refuse de voir évoluer ses joueurs avec ceux de l'autre fédération. Dernier du championnat d'Amérique du Sud en 1923 et 2e sur trois en 1925, le Brésil manque toutes les autres éditions du tournoi continental pendant les années 1920 et ne peut ainsi concourir aux premiers tournois mondiaux organisés dans le cadre des Jeux olympiques de 1924 et 1928, remportés tous deux par l'Uruguay.

### Des débuts dans l'ombre de ses voisins

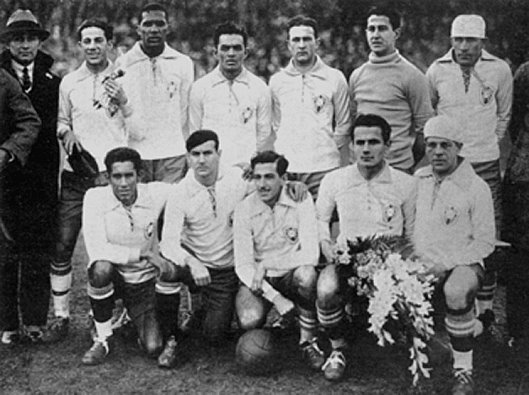
Les Brésiliens au Mundial de 1930.

Après plusieurs années de quasi-inactivité, le Brésil rassemble une équipe pour la première édition de la Coupe du monde de football, organisée en 1930 à Montevideo. Composée uniquement de joueurs de Rio, la sélection est privée de certains de ses meilleurs éléments, comme Friedenreich, joueur de São Paulo. Donnés favoris de leur groupe, les Brésiliens sont surpris pour leur entrée en lice par les Yougoslaves, vainqueurs deux buts à un, et se trouvent éliminés dès le premier tour malgré une large victoire sur les débutants de la Bolivie (6-1).
Pour la 2e édition de la Coupe du monde, quatre ans plus tard, l'Argentine et le Brésil, seuls pays d'Amérique du Sud à s'être inscrits à la compétition, sont qualifiés d'office. Cette fois la sélection est victime de conflits entre tenants du professionnalisme (autorisé au Brésil en 1933) et de l'amateurisme, qui comptent chacun leur fédération. Diminuée et éloignée des standards du professionnalisme qui prévaut en Europe, elle s'incline au premier tour face à l'Espagne (3-1).
Début 1937, les Brésiliens font leur retour en championnat d'Amérique du Sud, douze ans après leur dernière participation. À Buenos Aires, sous la direction d'Adhemar Pimenta, ils remportent leurs quatre premiers matchs (face au Pérou, au Chili, au Paraguay et l'Uruguay) et affrontent lors d'un dernier match décisif l'Argentine. La victoire de la sélection hôte (1-0) remet les deux équipes à égalité. Une finale est organisée pour les départager, que les Argentins remportent après prolongation (2-0).

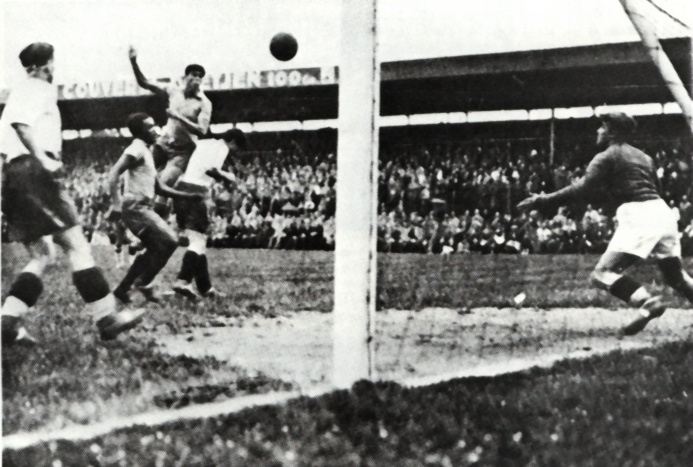
Scène de Brésil-Pologne en 1938(CDM)

Seule nation d'Amérique du Sud à s'être inscrite à la Coupe du monde de 1938 en France, le Brésil y est qualifié sans jouer. La Seleção, qui peut dorénavant compter sur ses meilleurs joueurs quelle que soit la couleur de leur peau, passe cette fois le premier tour après un match épique face à la Pologne, remporté six buts à cinq après prolongation. Leônidas da Silva, auteur d'un triplé, s'impose comme la première vedette internationale du football brésilien. En quart de finale, le Brésil et la Tchécoslovaquie se tiennent en échec lors d'un match d'une rare violence, resté dans les mémoires comme la « bataille de Bordeaux ». Les Tchécoslovaques Plánička et Nejedlý subissent des fractures respectivement au bras droit et la jambe droite, tandis que Košťálek, Leônidas et Perácio doivent quitter le terrain sur blessure en cours de partie. Le match est rejoué deux jours plus tard (ce sera la dernière fois avant l'instauration des tirs au but en 1970), et cette fois le Brésil l'emporte 2-1, malgré l'ouverture du score tchécoslovaque. En demi-finale face au tenant du titre italien, Pimenta laisse Leônidas au repos et les Brésiliens, qui ont plutôt impressionné les observateurs par la qualité de leur jeu depuis le début de la compétition, s'inclinent 2-1,,. Le résultat paraît aux yeux de certains observateurs injuste : Domingos da Guia, défenseur brésilien, concède un pénalty stupide.

### La «tragédie» de 1950

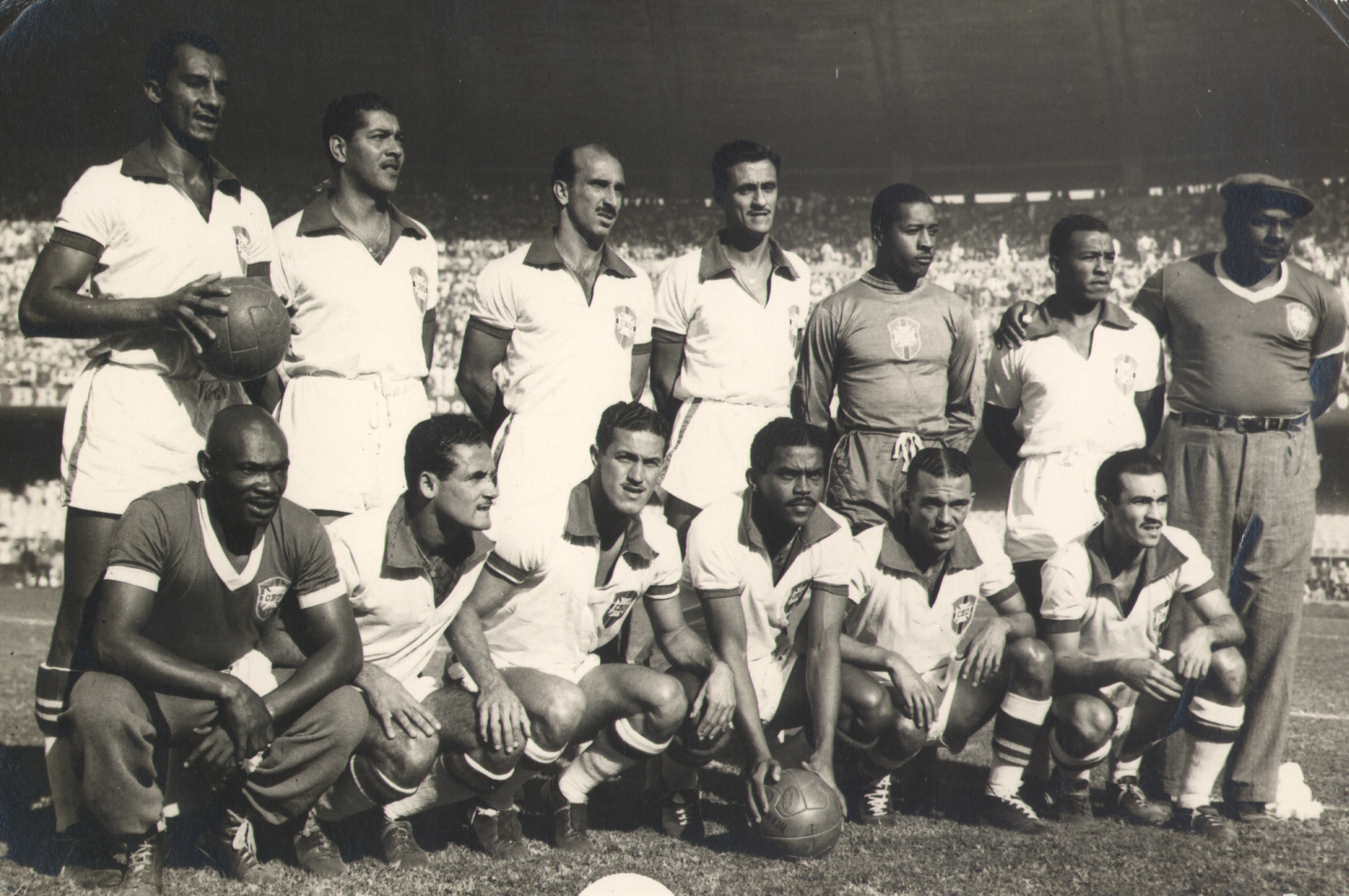
Sélection brésilienne à la Coupe du monde 1950. Archives nationales du Brésil.

Le Brésil est seul candidat à l'organisation de la 4e édition de la Coupe du monde, qui revient à l'Amérique du Sud. Initialement prévue en 1942, elle est reportée à la suite du déclenchement de la Seconde Guerre mondiale. Après avoir manqué les éditions 1939 et 1941 du championnat d'Amérique du Sud, la sélection y fait son retour en 1942, à Montevideo. Vainqueur de trois de ses six matchs, mais battue par l'Argentine et l'Uruguay, elle termine à la 3e place. Lors des deux éditions suivantes, en 1945 et 1946, elle termine à la 2e place, derrière l'Argentine.
En 1946, une fois la paix revenue, la FIFA confirme le choix du Brésil comme organisateur de la prochaine Coupe du monde, en 1950. Après avoir fait l'impasse en 1947, le Brésil obtient l'organisation du Championnat d'Amérique du Sud de 1949. À domicile, elle remporte ses six premiers matchs mais perd le dernier face au Paraguay. Premières ex æquo, les deux sélections doivent se départager lors d'un match d'appui, que les Brésiliens remportent 7-0, grâce notamment à un triplé d'Ademir,. C'est leur première victoire dans le tournoi depuis 27 ans.

Match d'ouverture du Maracanã peu de temps avant la Coupe du monde 1950.

Un an plus tard, le Brésil accueille et organise la Coupe du monde avec la ferme intention de l'emporter. Le format de la compétition est atypique puisque, pour éviter la tension de la finale, il est décidé que le champion du monde est sacré à l'issue d'un mini-championnat entre les quatre meilleures équipes. Le hasard fait que le dernier match de la compétition oppose les deux dernières équipes pouvant encore remporter le trophée, le Brésil, qui peut se contenter d'un match nul, et l'Uruguay. Au stade Maracanã de Rio de Janeiro, devant 199 854 spectateurs[réf. nécessaire] attendant le triomphe de leur sélection, les Brésiliens dominent les débats et se créent plusieurs occasions. Ils ouvrent finalement le score au retour des vestiaires par Friaça, mais concèdent quelques minutes plus tard l'égalisation à Schiaffino. Ils repartent à l'attaque mais, sur un nouveau contre, Alcides Ghiggia offre le titre à la Celeste. Les joueurs brésiliens sont médusés, les supporteurs furieux. Ce match est depuis surnommé le Maracanaço en français : « le coup de Maracanã ».

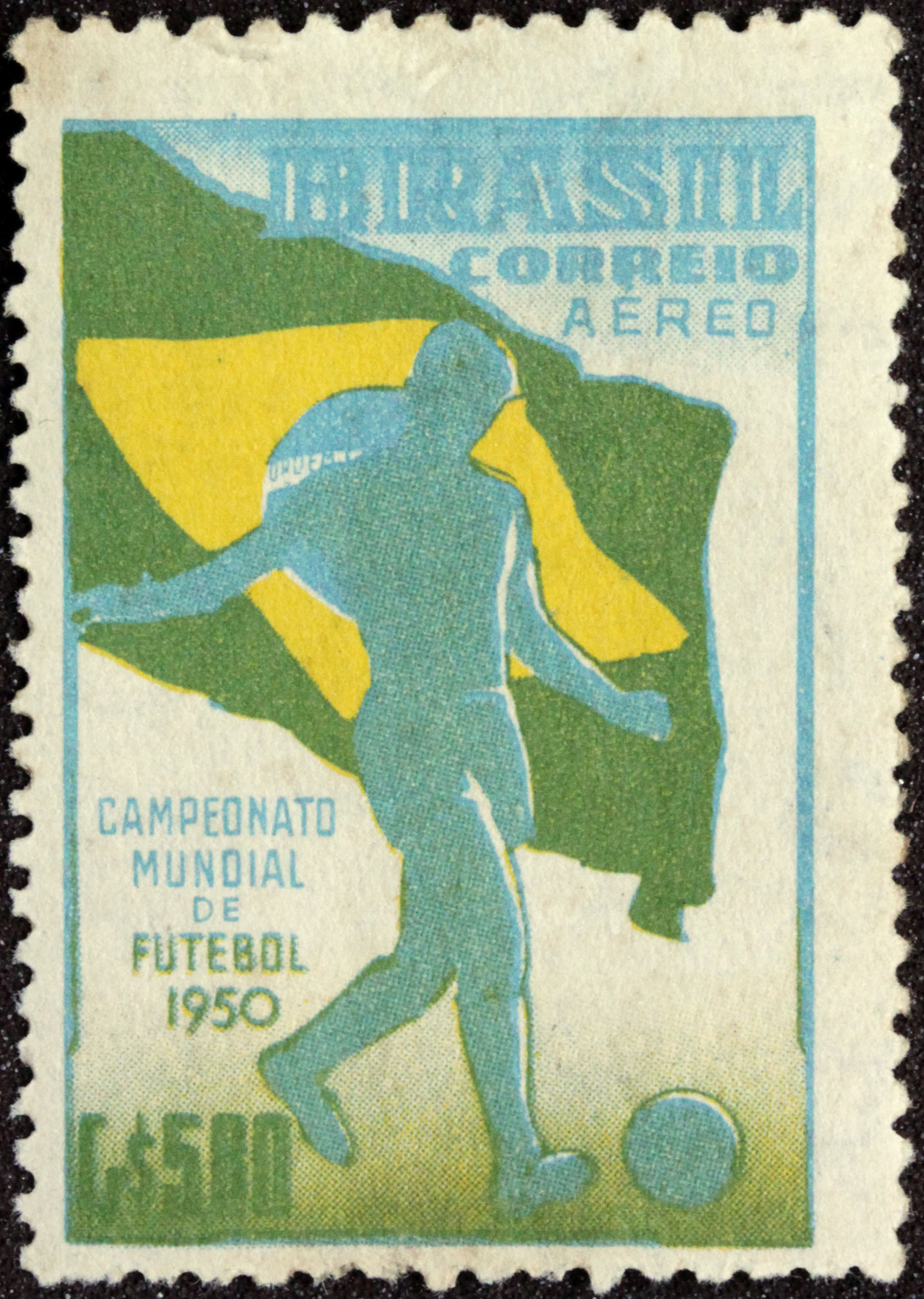
Timbre commémoratif de la Coupe du monde de 1950.

Le gardien de but brésilien Moacir Barbosa, dont la responsabilité est mise en cause sur le 2e but, est poursuivi toute sa vie par cette histoire et meurt en 2000 dans une grande pauvreté.
En 1952, les Brésiliens remportent au Chili la première édition du Championnat panaméricain, qui vise à regrouper tous les pays d'Amérique. Ils conserveront leur couronne quatre ans plus tard, au Mexique. En 1952 toujours, le Brésil envoie pour la première fois une équipe de football aux Jeux olympiques. La très jeune sélection, bâtie autour du buteur Larry, 19 ans, est éliminée en quart de finale par les Allemands.
Pour l'édition suivante de la Coupe du monde, en 1954, la sélection est complètement renouvelée. Avec de jeunes joueurs, tels que Didi, Nílton Santos ou encore Djalma Santos, elle a atteint l'année précédente la première place du Championnat d'Amérique du Sud, mais s'est inclinée en finale d'appui face au Paraguay. Pour la première fois, le Brésil a dû disputer une phase éliminatoire pour se qualifier à la Coupe du monde, qui s'est concrétisée au printemps par quatre victoires en autant de matchs face au Chili et au Paraguay. Les Brésiliens arrivent en Suisse avec de nouvelles couleurs, censées rompre la malédiction : l'équipement blanc est remplacé par un maillot jaune, un short bleu et des chaussettes blanches, reprenant les couleurs du drapeau du Brésil. Le Brésil passe le premier tour en écrasant le Mexique (5-0) et en tenant en échec la Yougoslavie (1-1 a. p.), mais il est éliminé en quart de finale par le « Onze d'or hongrois », alors considéré comme la meilleure équipe du monde (4-2). Dominés dans le jeu, les Brésiliens tentent de compenser par l'agressivité. Trois joueurs, dont deux Brésiliens, sont expulsés. Ce match violent et brutal est remémoré comme « la bataille de Berne »,.
Le Brésil fait de nouveau l'impasse sur le Championnat d'Amérique du Sud en 1955 puis se classe à une modeste 4e place l'année suivante avec deux victoires en cinq matchs. En 1957 au Chili, les Brésiliens sont en course pour le titre jusqu'à leur dernier match. Ils s'inclinent une nouvelle fois face à l'Argentine, qui remporte là sa 11e couronne continentale.

### L'ère du tandem Garrincha-Pelé (1958-1971)

#### 1958, le sacre d'un prodige de 17 ans
En juillet 1957, un jeune attaquant de 16 ans fait ses débuts en sélection à l'occasion de la Copa Roca : Edson Arantes do Nascimento, dit Pelé, titulaire au Santos FC depuis déjà plusieurs mois. Entré en jeu lors du premier match face à l'Argentine, il marque le seul but de son équipe. Titulaire lors de la 2e manche, il marque encore et offre le trophée à son pays. Quelques mois plus tard, il fait logiquement partie du groupe pour la Coupe du monde en Suède.
Pour le tournoi mondial, le nouveau sélectionneur brésilien Vicente Feola impose des règles strictes à son équipe, parmi lesquelles l'interdiction de fumer quand on porte la tenue officielle, de porter un chapeau ou d'être interviewé en dehors du protocole. La sélection se professionnalise, au point d'être accompagnée d'un psychologue et d'un dentiste,. Un an avant la compétition, Feola avait fait envoyer un observateur pour analyser les matchs de qualifications en Europe.
Tombés dans un groupe difficile, les Brésiliens battent d'entrée l'Autriche (3-0) puis tiennent en échec l'Angleterre (0-0). Ce match rythmé donne lieu à une impressionnante opposition de style, entre le brio brésilien et la robustesse anglais. La suite lui donnera une importance symbolique dans l'histoire du football, comme une passation de pouvoir. Une expression brésilienne dit ainsi « Os ingleses o inventaram, os brasileiros o aperfeiçoaram » en français : « Les Anglais ont inventé le football, les Brésiliens l'ont perfectionné ». Le dernier match de poule face à l'Union soviétique, championne olympique en titre et l'un des favoris du tournoi, est décisif. Pour forcer la défense soviétique et battre son excellent gardien de but Lev Yachine, Feola titularise trois jeunes : le milieu Zito, l'ailier Garrincha et Pelé en pointe. Les Brésiliens impressionnent et l'emportent 2-0, grâce à un doublé de Vavá.
En quart de finale, Pelé inscrit sur un exploit individuel le seul but du match face à une équipe du pays de Galles repliée en défense. En demi-finale, face à une France qui impressionne par sa puissance offensive mais qui est affaiblie par la blessure de son capitaine Robert Jonquet, le Brésil l'emporte 5-2 grâce à un triplé de Pelé. La victoire en finale sur le même score (avec des doublés de Vavá et de Pelé et deux passes décisives de Garrincha) face au pays hôte, la Suède, est une véritable libération pour la sélection, la première à remporter une Coupe du monde sur un autre continent que le sien. La véritable surprise de ce tournoi reste ce joueur âgé seulement de 17 ans, plus jeune buteur et plus jeune vainqueur d'une Coupe du monde, Pelé.

#### Une deuxième victoire portée par le génie de Garrincha

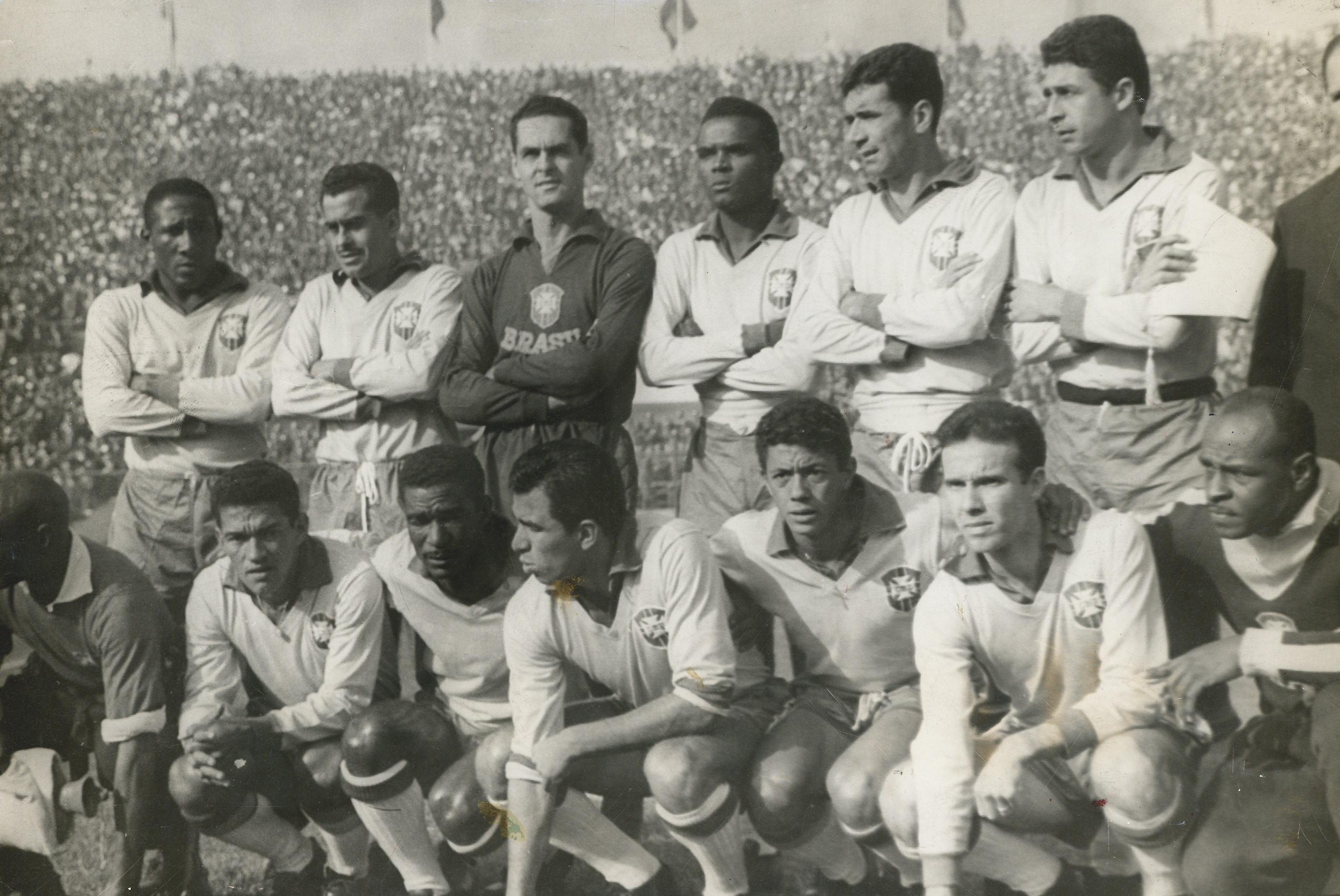
Équipe nationale brésilienne de football dans la coupe du monde, 1962. Archives nationales du Brésil.

Finale de la Coupe du monde 1958
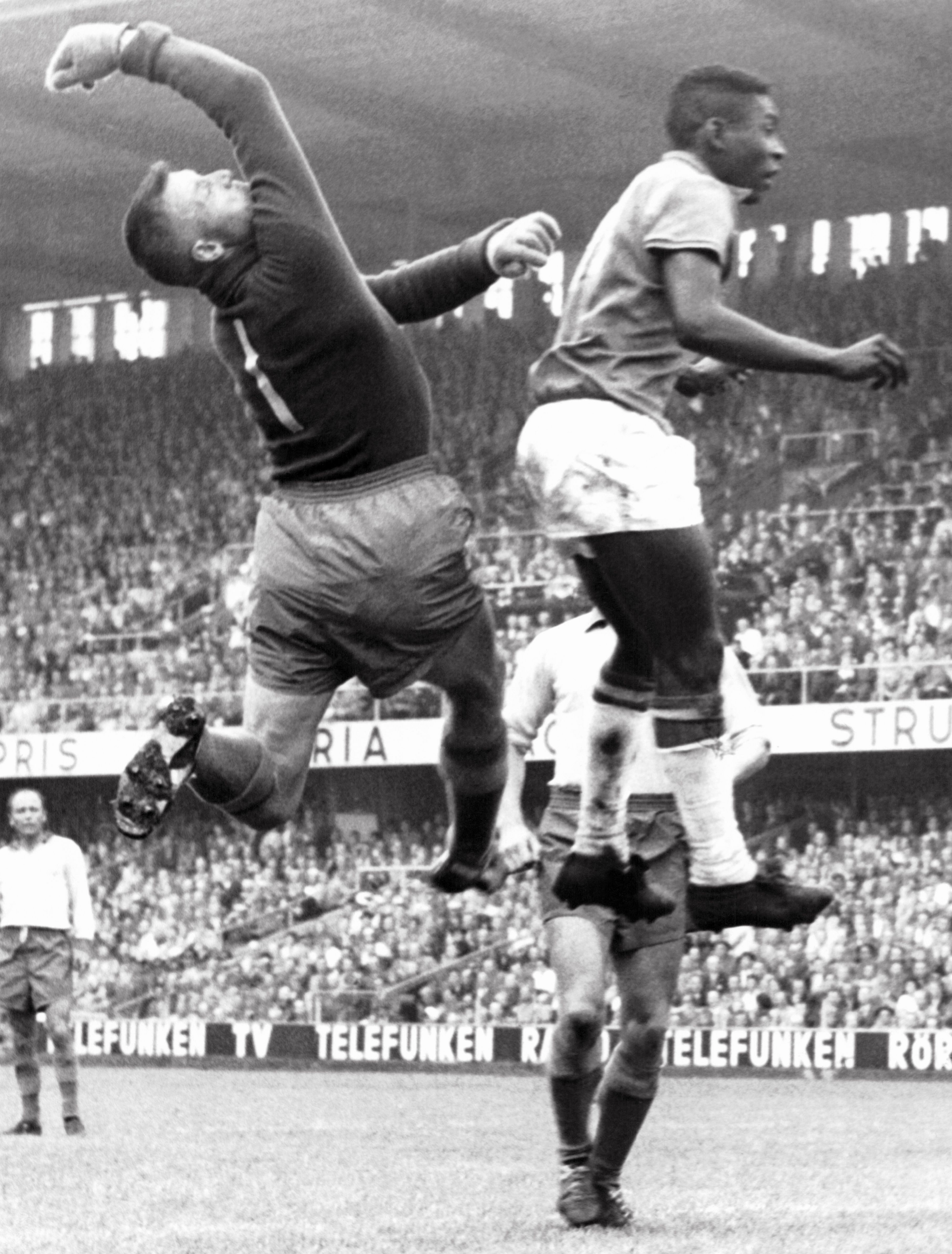
Pelé et le gardien de but suédois.
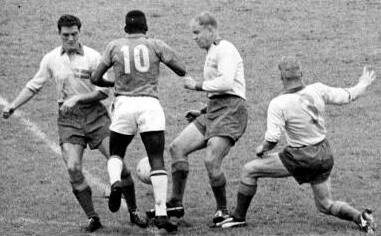
Pelé entre trois défenseurs suédois.
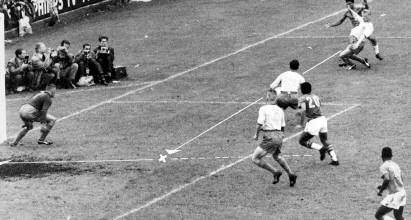
But de Vavà.
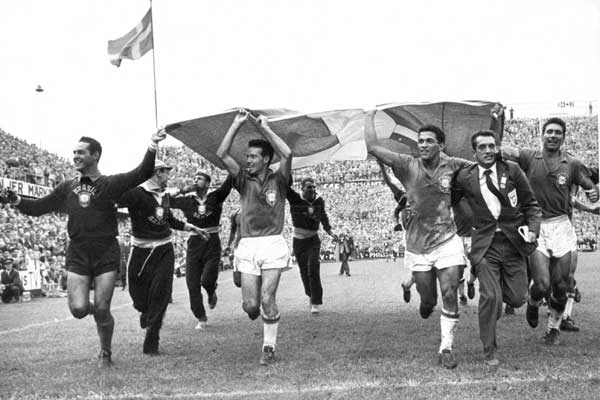
Tour d'honneur des Brésiliens en 1958.
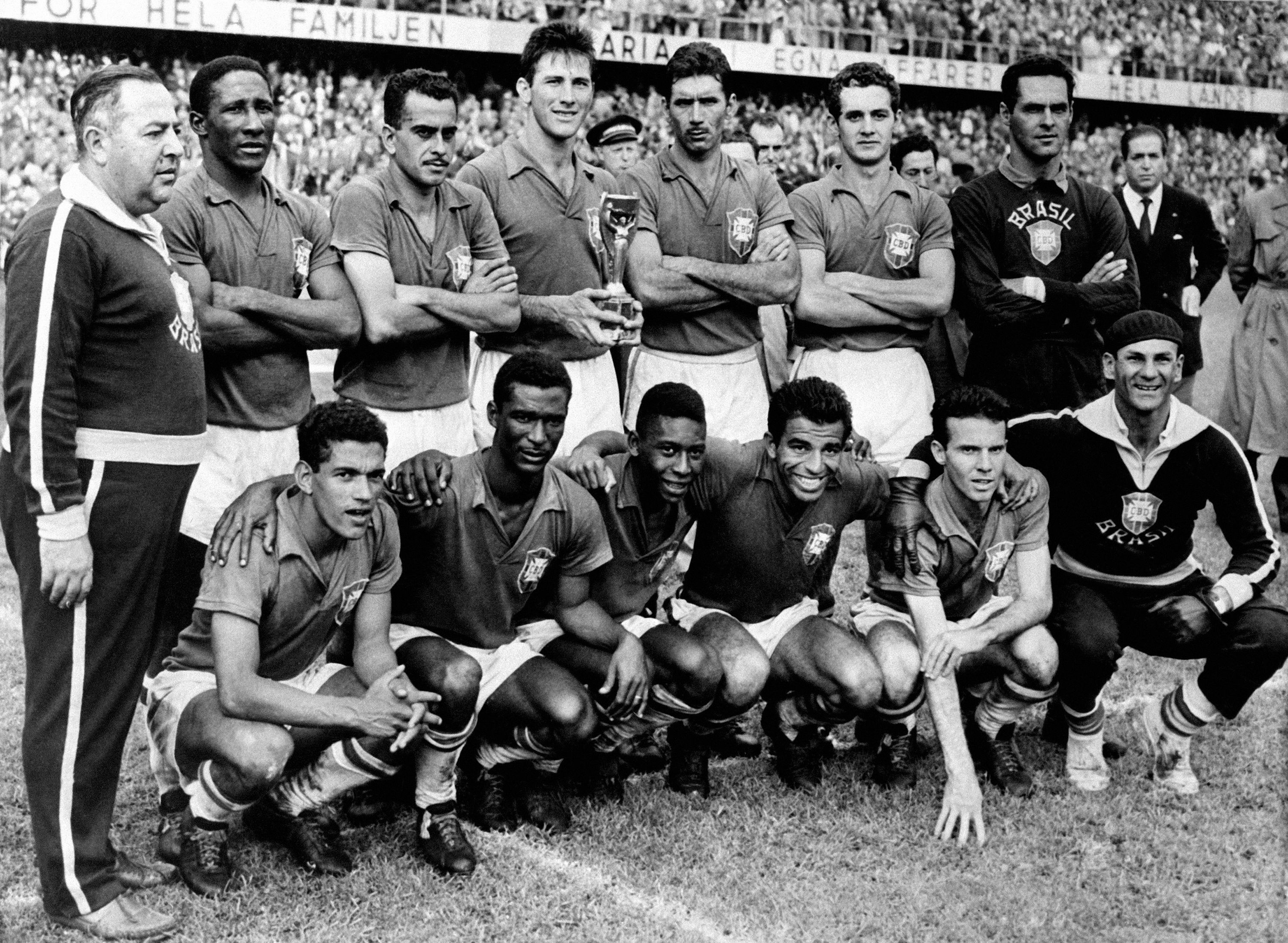
Les vainqueurs posent avec le trophée.

Le Brésil participe aux deux éditions du Championnat sud-américain de football organisées en 1959 par une Confédération sud-américaine (CONMEBOL) en plein trouble. En mars en Argentine, la Seleção est invaincue mais devancée par l'Argentine, qu'elle ne parvient pas à battre lors de la dernière journée. Pelé est le meilleur buteur du tournoi avec huit buts en six matchs. En décembre en Équateur, le Brésil envoie par contre une sélection de l'État du Pernambouc, qui termine a la 3e place. L'année 1960 est également bien remplie, avec la 3e et dernière édition du Championnat panaméricain, où le Brésil envoie une sélection bis, une tournée en Europe, et pendant l'été la Copa Roca puis la Taça do Atlântico, une compétition amicale créée en 1956 rassemblant l'Argentine, l'Uruguay, le Paraguay et le Brésil. Les Auriverdes remportent ces deux trophées, tout comme en 1961 les Coupe Bernardo O'Higgins et Coupe Oswaldo Cruz (pt), respectivement face au Chili et au Paraguay.
Qualifié pour la Coupe du monde 1962 au Chili en tant que tenant du titre, le Brésil se présente en favori logique, mais doit faire sans Pelé, sévèrement blessé lors du premier match contre la Tchécoslovaquie. Garrincha, devenu le principal atout offensif de l'équipe, va se montrer à la hauteur des espérances. Après avoir pris le dessus sur l'Espagne et le Mexique en poule, éliminé l'Angleterre en quart de finale (3-1) puis le Chili, pays hôte, en demi-finale (4-2) après un match époustouflant de Garrincha, tout comme son coéquipier Vavá, les Brésiliens retrouvent en finale les Tchécoslovaques, surprises de la compétition. Après avoir concédé l'ouverture du score, ils s'imposent cette fois trois buts à un grâce au jeune Amarildo, brillant remplaçant de Pelé, Zito et Vavá, et conservent leur couronne mondiale. Le triomphe brésilien paraît logique tant ils ont dominé une compétition marquée par la brutalité des autres sélections. Garrincha est élu meilleur joueur de ce mondial, finit co-meilleur buteur avec 4 réalisations et réalise plusieurs passes décisives.

#### Pelé, cible des défenseurs

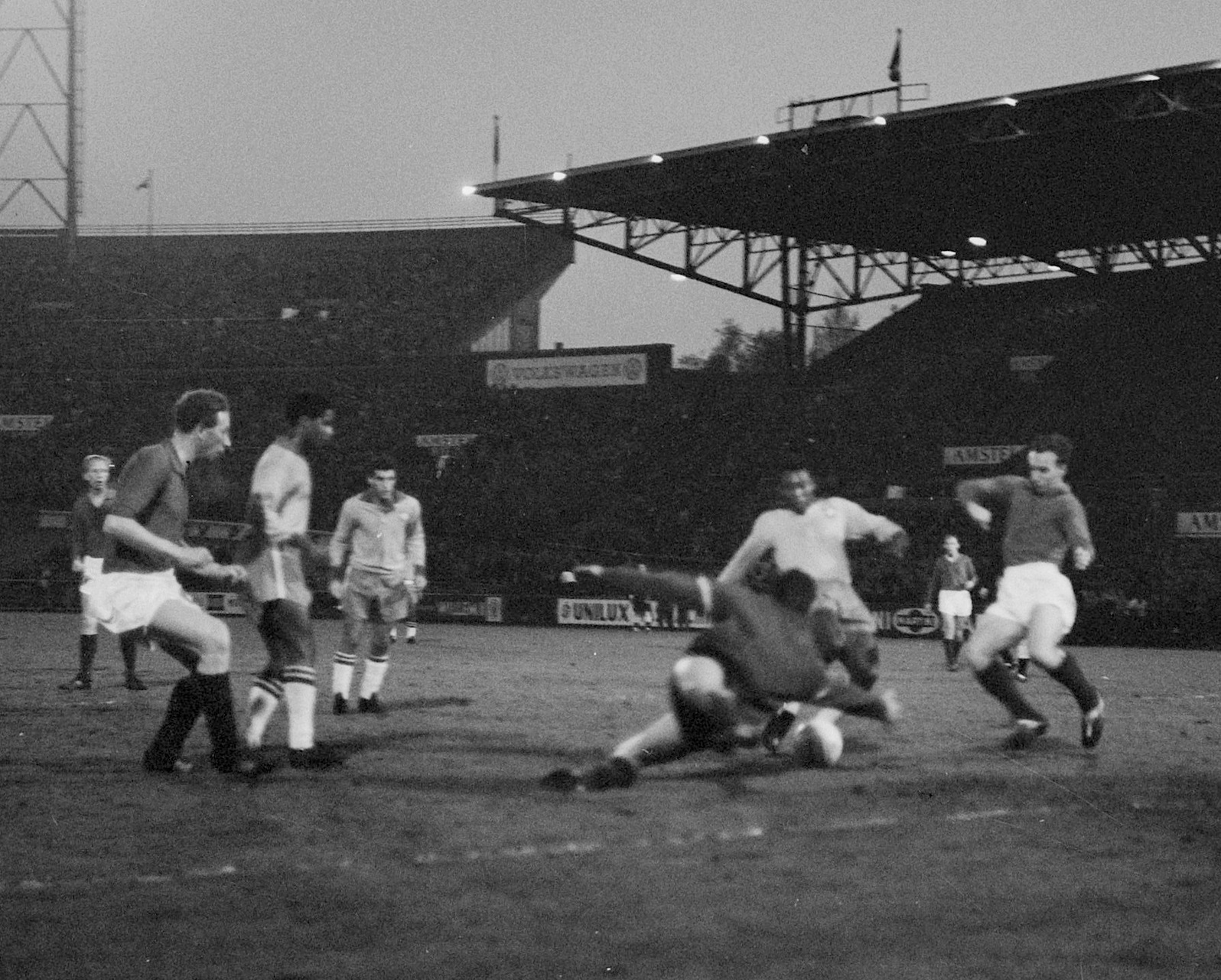
Match amical contre les Pays-Bas en 1963.

Le Brésil envoie une sélection bis au Championnat sud-américain de 1963, organisé par la Bolivie à La Paz notamment, à 3 600 m d'altitude. Bien aidé par les conditions de jeu, le pays hôte remporte son premier titre continental. La « vraie » sélection brésilienne part elle en tournée en Europe, où elle rencontre les principales nations du continent. En 1964, la Confédération brésilienne de football organise pour ses 50 ans la Coupe des nations de football (en), à laquelle sont conviés les favoris de la Coupe du monde à venir : l'Argentine, le Portugal et l'Angleterre. Les Argentins remportent le tournoi.
La préparation de la sélection brésilienne pour la Coupe du monde de 1966 en Angleterre est perturbée par de nombreuses interventions politiques. Seize matchs de préparation sont organisés en deux mois. Tous les clubs brésiliens souhaitent voir leurs meilleurs joueurs en Seleção et essaient par tous les moyens d'y parvenir, ce qui provoque des querelles internes. Malgré une victoire initiale sur la Bulgarie, grâce à deux buts de Garrincha et Pelé, le Brésil est piteusement éliminé dès la phase de poule après deux défaites face à la Hongrie puis au Portugal (1-3 à chaque fois). Le Brésil réalise là la plus mauvaise performance de son histoire en Coupe du monde. Le traitement dont sont victimes les attaquants, et particulièrement Pelé, durant le tournoi, permis par la passivité de nombreux arbitres, participe également à la contre-performance : les défenseurs n'hésitent pas à tacler violemment ou frapper l'attaquant brésilien qui, blessé, ne joue pas contre la Hongrie et n'a pas son influence habituelle contre le Portugal.
Un an plus tard, les lois du jeu évoluent et autorisent officiellement le remplacement d'un joueur par match à la convenance de l'entraîneur.

#### L'apothéose de 1970
Le Brésil fait l'impasse sur le Championnat sud-américain de 1967 et lui préfère ses trophées bilatéraux, comme la Copa Rio Branco, disputée en 1967 et 1968 avec l'Uruguay. Il organise aussi une tournée en Europe et en Amérique du Sud en 1968. Pelé, dispensé de sélection pendant deux ans, remporte la Supercoupe des champions intercontinentaux avec son club de Santos. En 1968, un match de gala est organisé au stade Maracanã contre une sélection de la FIFA pour fêter les dix ans de la victoire en Coupe du monde.

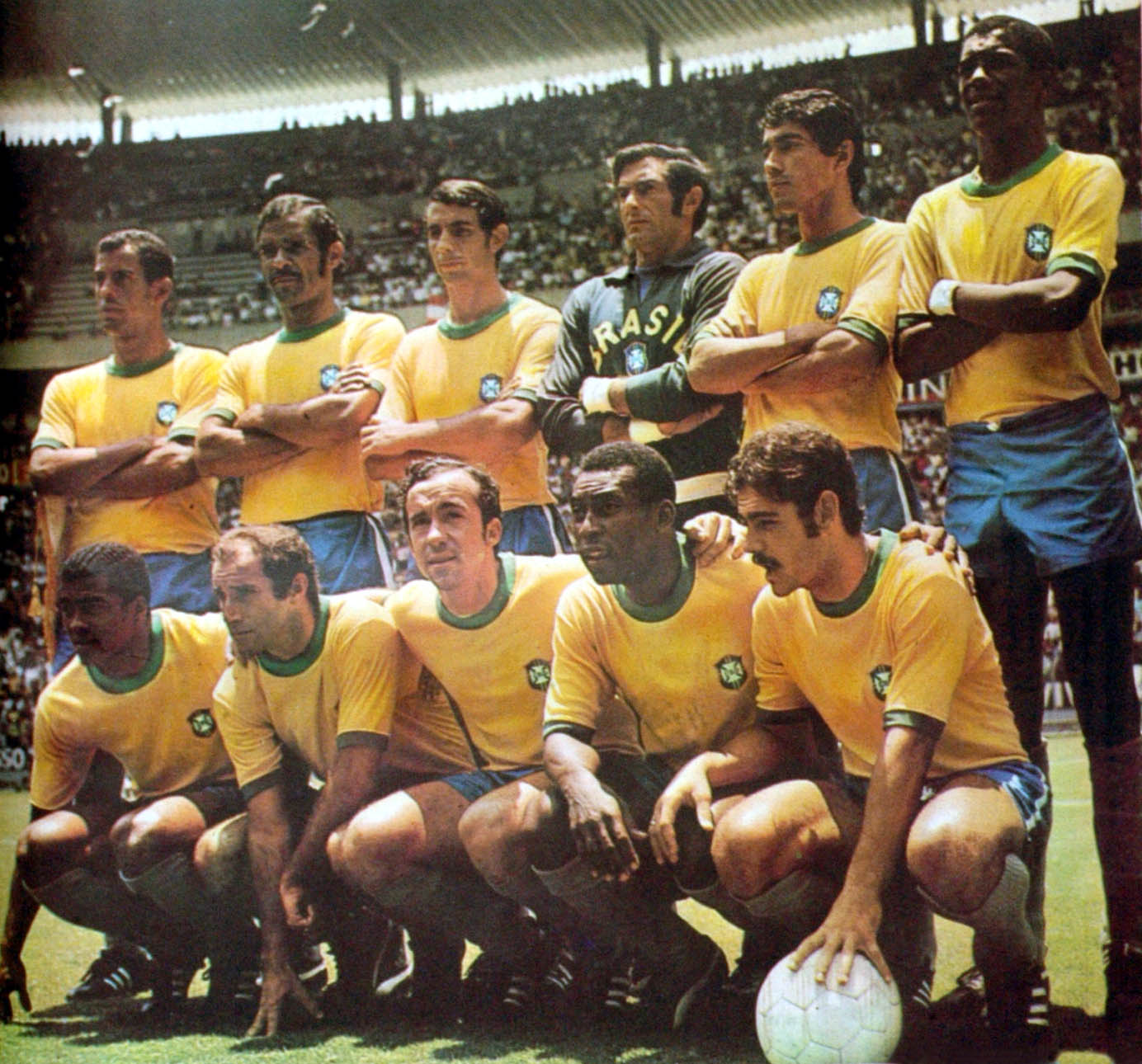
L'équipe du Brésil en 1970.

Le Brésil se qualifie aisément pour la Coupe du monde de 1970 avec six victoires en autant de matchs. Sous la direction d'un jeune entraîneur de 38 ans, Mário Zagallo, qui remplace au dernier moment João Saldanha, le Brésil va en survoler la phase finale au Mexique. Après avoir battu sans difficulté la Tchécoslovaquie (4-1), le Brésil affronte lors du sommet du groupe 3 l'Angleterre, tenante du titre. Dans un stade acquis à sa cause, et à l'issue d'un match exceptionnel, où le gardien anglais Gordon Banks réalise des miracles, le Brésil remporte grâce à un but de Jairzinho cette finale d'avant l'heure,. Après un quart de finale particulièrement spectaculaire, remporté logiquement face au Pérou de Teófilo Cubillas (4-2), le Brésil retrouve en demi-finale trois autres anciens champions du monde. Vingt ans après le Maracanaço, il affronte l'Uruguay, une équipe très bien organisée qui peut compter sur le meilleur gardien de but du tournoi, Ladislao Mazurkiewicz. La Celeste ouvre rapidement le score et le Brésil peine à égaliser. Clodoaldo y parvient finalement juste avant la pause et Jairzinho donne l'avantage aux siens à quinze minutes de la fin. À 3-1 en toute fin de match, Pelé réalise une feinte sur Mazurkiewicz restée dans les mémoires, s'ouvrant le chemin du but par un grand pont sans même toucher le ballon - mais son tir excentré manque la cible. En finale face à une sélection italienne très prudente, le Brésil déroule, et malgré l'égalisation italienne, fait parler sa puissance et sa créativité. Il s'impose 4-1 face à une équipe complètement dépassée,. Le dernier but de Carlos Alberto, sur un service de Pelé, est resté particulièrement dans les mémoires.
Le Brésil de 1970 est célébré à plusieurs titres. Avec cette troisième couronne mondiale après 1958 et 1962, le Brésil gagne le droit de conserver le trophée Jules-Rimet. Pelé est à 29 ans le premier joueur à remporter trois Coupes du monde, un exploit resté unique. Tout comme celui de l'ailier brésilien Jairzinho, qui a marqué au moins un but dans chacune des six rencontres que le Brésil a jouées. Mais outre Pelé et Jairzinho, cette sélection compte plusieurs joueurs d'exception tels que Carlos Alberto, Tostão, Gérson et Rivelino. Cette équipe est régulièrement citée parmi les meilleures de tous les temps, alliant style collectif, talent individuel et efficacité. Contrairement à la Hongrie de 1954 ou aux Pays-Bas de 1974, les Brésiliens ont su allier un jeu enchanteur et la victoire finale. Ils ont été aidés en cela par le jeu spectaculaire et offensif qui a prévalu pendant le tournoi (avec un record de près de trois buts par match), permis par la mise en place des cartons jaunes et rouges pour les arbitres qui a aidé à la protection des joueurs les plus talentueux,.
Un an plus tard, en juillet 1971, le Brésil organise le jubilé de son joueur vedette, au Maracanã contre la Yougoslavie, surnommés les « Brésiliens d'Europe ».

### Une longue période de disette (1972-1990)

#### Un Brésil contre nature (1972-1979)
En 1972, le Brésil organise la Minicopa en célébration du 150e anniversaire de l'indépendance du Brésil vis-à-vis du Portugal. Quinze sélections venues du monde entier font le déplacement. La Seleção tient son rang en dominant la Yougoslavie, l'Écosse et la Tchécoslovaquie avant de battre le Portugal en finale grâce à un but de Jairzinho. L'année suivante elle réalise une nouvelle tournée, plutôt rassurante, en Europe.
Mário Zagallo est toujours sur le banc. Affaibli par le retrait des vedettes de 1970, à l'exception de Rivelino et Jairzinho, le Brésil passe sans brio le premier tour de la Coupe du monde 1974. Au second tour, il bat la RDA (1-0) puis l'Argentine (2-1), et affronte lors d'un match décisif les Pays-Bas, qui depuis le début du tournoi impressionnent avec un jeu révolutionnaire, connu comme le « football total ». Face à la cohérence tactique de l'équipe de Rinus Michels, les Brésiliens déjouent et craquent en début de seconde mi-temps (0-2). De nouveau battu en petite finale par les Polonais, sur une réalisation du meilleur buteur du tournoi Grzegorz Lato, le Brésil termine quatrième. Vertement critiqué, Zagallo quitte la sélection.

Le Brésil à la Coupe du monde 1974
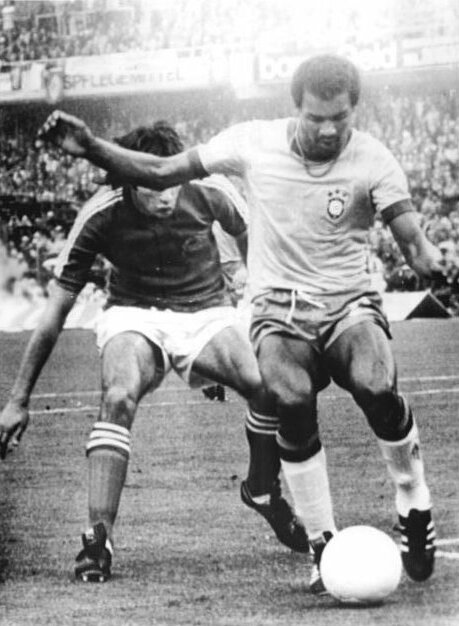
Luís Pereira face à la Yougoslavie.
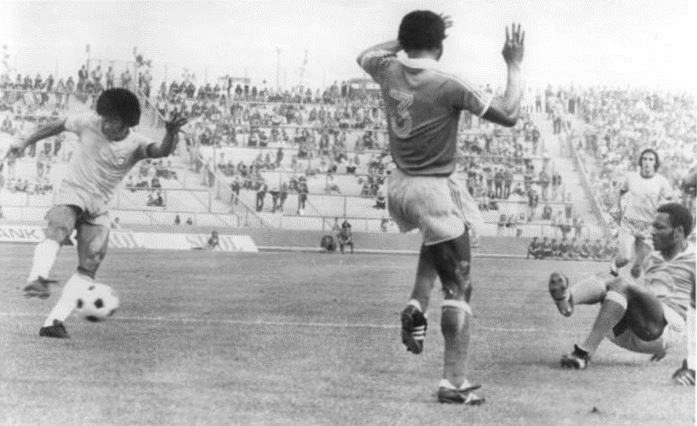
Jairzinho face au Zaïre.
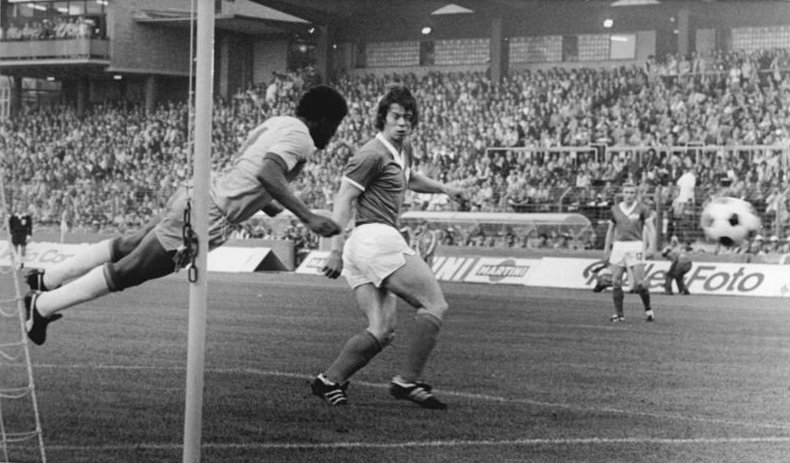
Luís Pereira face à la RDA.
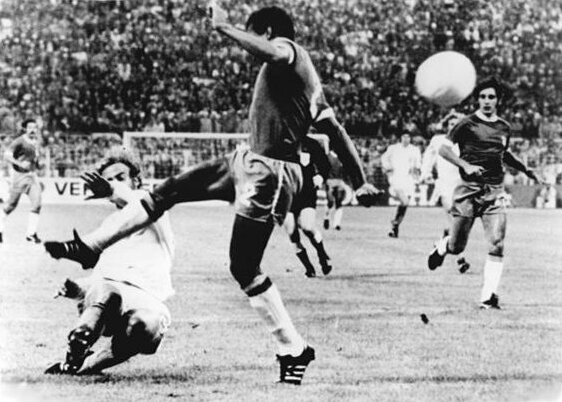
Luís Pereira face aux Pays-Bas.
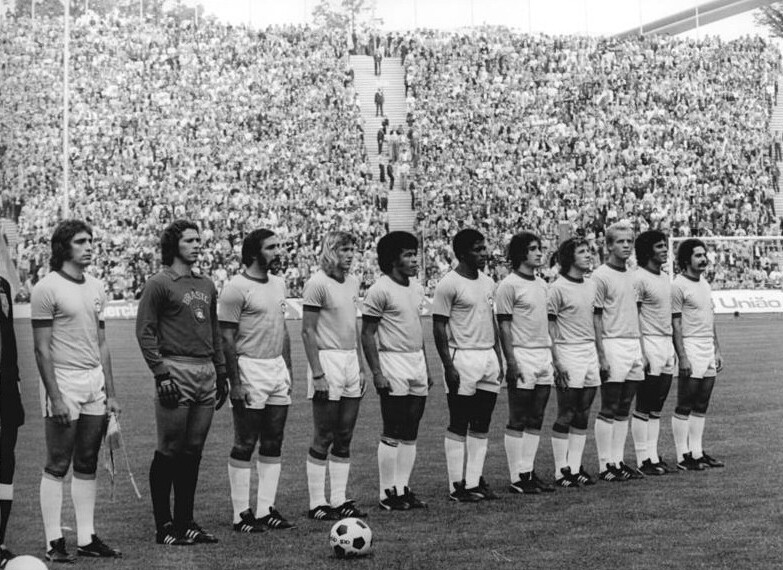
Le Brésil avant la petite finale.
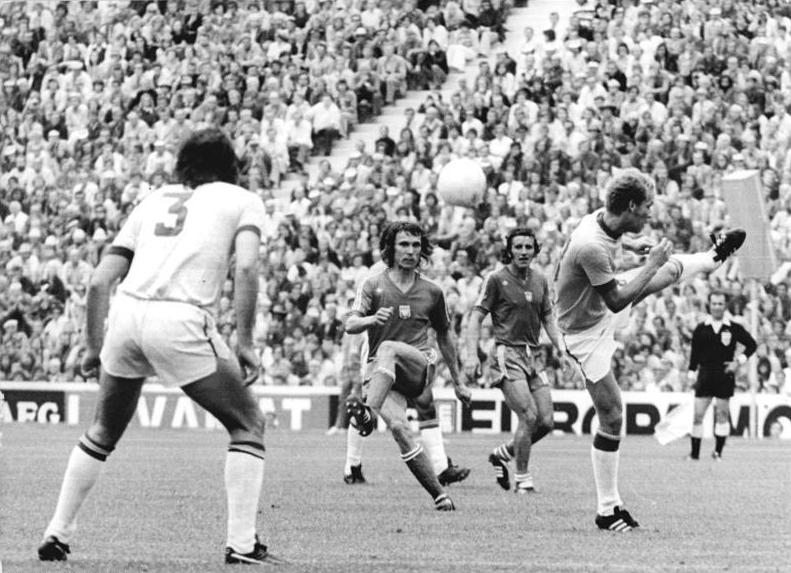
Marinho et Ademir contre la Pologne.
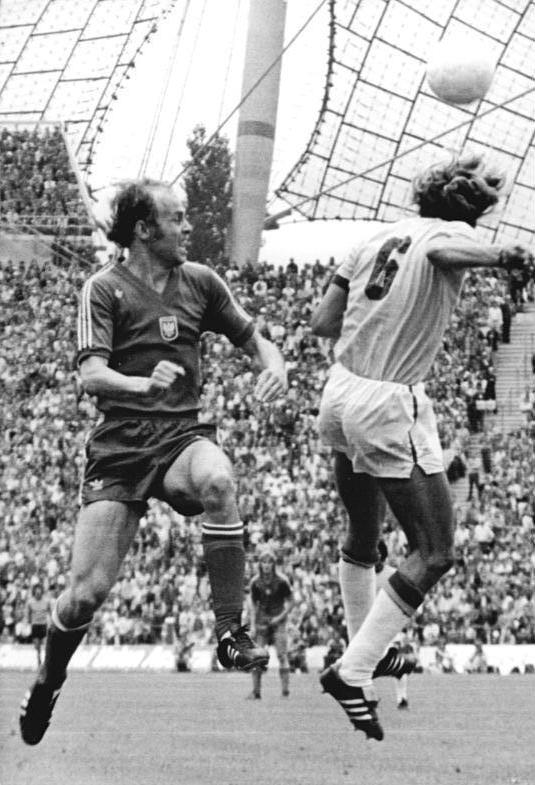
Le Polonais Lato et Marinho.

Le championnat sud-américain renaît en 1975 sous le nom Copa América, dans une formule modernisée, sans phase préliminaire ni pays organisateur. Avec une sélection expérimentale, le Brésil devance l'Argentine et le Venezuela en poule. En demi-finale face au Pérou de Cubillas, il s'incline à domicile, de façon inattendue (1-3). Les Brésiliens l'emportent au match retour (2-0) mais sont finalement éliminés après tirage au sort. L'année suivante, outre les traditionnels trophées bilatéraux (notamment les dernières éditions de la Copa Roca et la Copa Rio Branco), la sélection participe à la Coupe du Bicentenaire des États-Unis, qu'elle remporte en battant successivement la sélection hôte, l'Angleterre et l'Italie. En juin 1977, la Seleção reçoit une série de sélections européennes en vue de la Coupe du monde de 1978. La France vient notamment arracher un match nul (2-2) au Maracanã,. En retour, le Brésil réalise une tournée en Europe en avril 1978.
En 1977, Cláudio Coutinho, un entraîneur novice mais aux idées bien arrêtées, est nommé sélectionneur. En réponse à l'échec de 1974, il entend apporter à la Seleção certains principes tactiques en vogue en Europe et une plus grande rigueur sur le terrain. Bénéficiant de l'éclosion de Zico, le « Pelé blanc » élu meilleur joueur sud-américain de l'année en 1977, le Brésil se qualifie sans difficulté pour le Mundial argentin. Coutinho s'y passe volontairement de Falcão, un des meilleurs joueurs du moment. La compétition démarre mal : le Brésil est tenu en échec par la Suède (1-1), alors qu'un but de Zico est refusé de façon controversée en toute fin de match, puis par l'Espagne (0-0). Pour le 3e match décisif, face à l'Autriche, déjà qualifiée, Coutinho écarte son duo d’attaque Zico-Reinaldo et aligne Roberto Dinamite, qui marque le seul but du match. Lors du second tour, les Brésiliens montent en puissance : ils battent le Pérou (3-0, doublé de Dirceu) puis assurent le match nul face à la sélection hôte, au bout d'un match fermé et brutal (0-0). La place en finale se joue lors de la dernière journée. Les Brésiliens écartent la Pologne sans trembler (3-1, doublé de Roberto Dinamite) et obligent ainsi les Argentins à battre par quatre buts d'écart le Pérou, qui n'a encaissé que cinq buts lors des six matchs précédents. Ils l'emportent six buts à zéro. Le score fait controverse : les deux régimes militaires de l'Argentine et du Pérou, liés politiquement, démentent tout arrangement. Le Brésil doit se contenter de la petite finale, qu'il remporte cette fois (2-1), contre l'Italie.
Coutinho est maintenu à son poste et mène le Brésil lors de la Copa América 1979. Un an après la Coupe du monde, le duel avec l'Argentine en poule fait l’évènement. Le Brésil l'emporte au Maracanã (2-1) et tient le match nul à Buenos Aires (2-2), à dix contre dix (Zico et Gallego étant expulsés). Les Brésiliens sont de nouveau éliminés en demi-finale, par le Paraguay, qui l'emporte à Asuncion (2-1) puis tient le match nul au Maracanã (2-2).

#### Le «football samba» de Telê Santana (1980-1986)
Telê Santana est nommé sélectionneur en 1980. C'est un entraineur expérimenté, adepte du « football samba », concrètement un jeu simple et offensif faisant la part belle au talent individuel de ses joueurs. Son premier test est le Mundialito, un tournoi réunissant toutes les sélections championnes du monde, organisé par l'Uruguay en janvier 1981 pour fêter les cinquante ans du premier Mundial. Après avoir fait match nul avec l'Argentine du jeune Maradona (1-1), le Brésil se qualifie pour la finale en dominant nettement l'Allemagne (4-1). En finale, il s'incline face au pays hôte (2-1),.
Qualifiés facilement pour la Coupe du monde de 1982, les Brésiliens arrivent en Espagne avec le statut de favori. Ils disposent d'un milieu de terrain impressionnant composé de Zico, Falcão, Toninho Cerezo et Sócrates, mais aussi d'autres vedettes comme l'arrière Júnior et l'attaquant Éder. Les matchs de préparation confirme la qualité offensive de cette sélection. Les Auriverdes remportent facilement leur groupe au 1er tour avec trois victoires en autant de matchs sur l'Union soviétique (2-1, malgré une erreur du gardien brésilien), l'Écosse (4-1) et la Nouvelle-Zélande (4-0). Ils enchainent au second tour en battant le tenant du titre argentin (3-1) avec « classe » et n'ont besoin que d'un match nul face à l'Italie pour se qualifier en demi-finale. Profitant de la relative faiblesse de la défense brésilienne, et notamment de son gardien de but, les Italiens misent délibérément sur les contre-attaques. Paolo Rossi donne deux fois l'avantage aux siens. Les Brésiliens parviennent deux fois à égaliser, malgré la solidité d'une défense commandée par Dino Zoff, le meilleur gardien de but du moment. Alors qu'un score de parité les qualifie, les Brésiliens continuent à attaquer et sont finalement punis par Rossi, buteur une 3e fois. Cette rencontre, remémorée comme le « désastre de Sarria » (du nom du stade dans lequel se joue le match), symbolise la défaite du jeu et de l'esprit offensif sur le physique et l'agressivité propre au football dans les années 1980,,. Le Brésil de 1982 est aujourd'hui considéré comme l'une des meilleures sélections à ne pas avoir remporté la Coupe du monde,.
Telê Santana, démissionnaire, est remplacé par Carlos Alberto Parreira, qui dirige le Brésil lors de la Copa América 1983. La Seleção devance de nouveau l'Argentine en poule et retrouve le Paraguay en demi-finale.

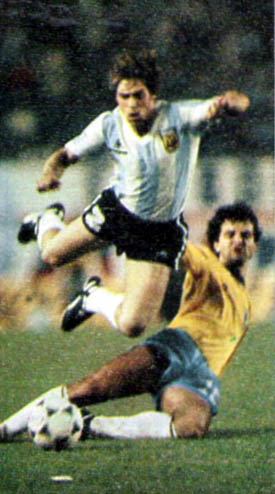
Rencontre face à l'Argentine en 1983.

Après deux matchs nuls, le Brésil est qualifié par tirage au sort. En finale il s'incline face à l'Uruguay, vainqueur à Montevideo (2-0) et imperméable au match retour (0-0). Parreira est écarté. En 1984 et début 1985, Edu Antunes puis Evaristo de Macedo dirigent à leur tour la sélection lors de matchs amicaux inquiétants, de sorte que Telê Santana est rappelé au chevet de la sélection en juin 1985 pour diriger les matchs de qualification à la Coupe du monde. L'objectif est atteint sans frayeur ni brio particulier.
Pour la Coupe du monde 1986 au Mexique, Telê Santana convoque une sélection proche de celle de 1982, comptant sur les anciens Zico, Sócrates et Falcão et quelques jeunes talents comme les défenseurs Júlio César et Branco et le buteur Müller. Malgré leurs qualités techniques et leur jeu alléchant, les Brésiliens, à l'image de Zico à court de forme en raison d'une blessure, ne parviennent pas à afficher la même supériorité qu'en 1982. Ils assurent le premier tour avec sérieux, en remportant trois victoires (1-0 contre l'Espagne et l'Algérie, 3-0 contre l'Irlande du Nord), puis passent facilement l'obstacle de la Pologne en huitième de finale. En quart, ils rencontrent à Guadalajara la France, l'autre héros déchu de la Coupe du monde 1982. Au bout d'un match riche en émotions, le Brésil est éliminé aux tirs au but. Il a été trahi par ses deux vedettes, Zico manquant un pénalty dans le jeu et Sócrates son tir au but,,.

#### L'échec de Lazaroni (1987-1990)
La sélection brésilienne ne se retrouve qu'un an plus tard, sous la direction de Carlos Alberto Silva, qui renouvèle largement le groupe. Il vient remporter en Europe la Coupe Stanley-Rous puis attaque la Copa América 1987, en Argentine. Après avoir écrasé le Venezuela (5-0), son équipe s'effondre face au Chili (0-4) et est éliminée. Pour sa 2e année, il remporte la Coupe du Bicentenaire de l'Australie avec la sélection A et atteint avec la sélection olympique la finale des Jeux de Séoul, perdue face à l'Union soviétique.
Début 1989, Silva laisse sa place à Sebastião Lazaroni, dont le projet, à son tour, est d'apporter la rigueur défensive européenne à la Seleção. Après une difficile tournée en Europe, où son équipe rajeunie subit notamment un sévère 4-0 au Danemark, il décide pour la Copa América 1989, organisée au Brésil, d'adopter un schéma de jeu à cinq défenseurs avec un libéro, Mauro Galvao – une première. La sélection se sort de la phase de poule grâce à une victoire sur le Paraguay (2-0), après deux matchs nuls et vierges face au Pérou et la Colombie. Le tour final est bien meilleur, avec trois succès sur l'Argentine (2-0), le Paraguay encore (3-0) et l'Uruguay (1-0). Après 40 ans d'insuccès, le Brésil renoue enfin avec la victoire en Copa América, grâce à une grande solidité défensive et l'efficacité de son duo d'attaque Romário-Bebeto.
À l'été 1989, le Brésil attaque les qualifications pour la Coupe du monde 1990. Le duel face au Chili est tendu. À Santiago, les deux équipes, réduites à dix après un quart d'heure, se neutralisent (1-1). Le match retour à Rio de Janeiro est décisif. Alors que les Brésiliens ont ouvert le score, le gardien chilien Roberto Rojas profite du jet d'un fumigène dans la surface pour simuler une blessure. Le match est interrompu et les Chiliens refusent de revenir sur le terrain. Après plusieurs jours d'enquête, le gardien de but avoue. La FIFA donne victoire au Brésil.
Pour le Mondiale 1990, Lazaroni conserve son schéma tactique. Rarement le Brésil aura autant manqué de créativité. Dunga, milieu défensif intraitable, est au centre de l'équipe. Son équipe se qualifie néanmoins pour les huitièmes de finale avec trois victoires face à la Suède (2-1, doublé de Careca), le Costa Rica et l'Écosse (deux fois 1-0, buts de Müller). Elle y affronte l'Argentine de Maradona, tenante du titre. Le Brésil domine et tire plusieurs fois sur les montants, mais à dix minutes de la fin, Claudio Caniggia inscrit le seul but du match et permet à l'Argentine de se qualifier. Il apparait par la suite que le Brésilien Branco a été empoisonné à son insu par les Argentins.

### Le grand Brésil (1991-2005)

#### 1994, le sacre du duo Romario-Bebeto

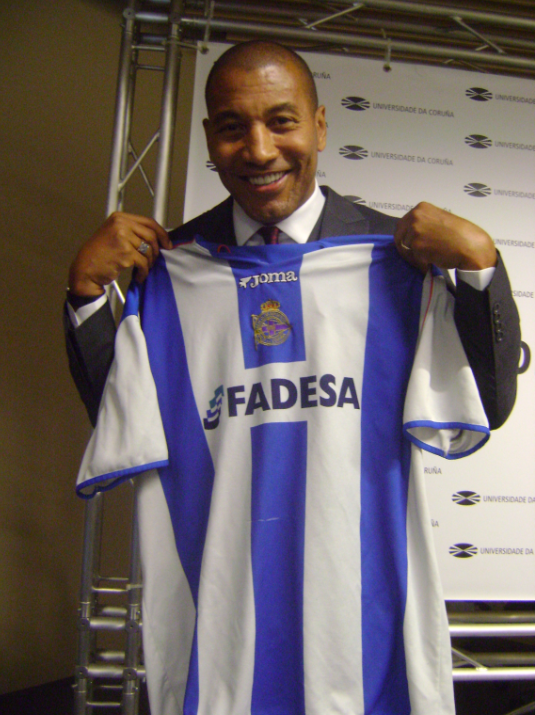
Mauro Silva a remporté la coupe du monde en 1994.

À la suite de Lazaroni, la CBF nomme l'ancien international Falcão, un entraîneur novice. Il rajeunit le groupe et aborde la Copa América 1991 avec une sélection hybride qui a retrouvé des ambitions offensives. Tenu en échec par l'Uruguay et battu par la Colombie, le Brésil passe le premier tour à la différence de buts. Au second tour, le match contre l'Argentine tourne au pugilat : cinq joueurs sont expulsés, dont trois Brésiliens, et la Seleção s'incline 3-2. Le Brésil termine cependant 2e du tournoi après deux victoires sur la Colombie et le Chili. Usé par la pression, Falcão quitte la sélection.
Carlos Alberto Parreira fait son retour avec la Coupe du monde 1994 en objectif. Le Brésil participe notamment à l'US Cup en 1993. La Copa América 1993, disputée sans les nombreux joueurs évoluant dorénavant en Europe, se termine par une défaite en quart de finale face à l'Argentine, aux tirs au but, qui ne porte pas à conséquence. Pour la première fois le Brésil peine à se qualifier pour le tournoi mondial. Après s'être incliné pour la première fois en qualification pour une Coupe du monde, à La Paz en Bolivie et avoir concédé deux matchs nuls, le Brésil joue la qualification lors du dernier match, face à l'Uruguay, son concurrent direct. Romário, rappelé après près d'un an d'absence, inscrit un doublé salvateur,.
Pour le tournoi mondial, Parreira s'appuie sur une défense de fer et reconstitue la paire Romário-Bebeto en attaque. Le Brésil domine la Russie (2-0) et le Cameroun (3-0) en poule. Après un match nul face à la Suède, Parreira écarte son capitaine Raí, jugeant ses performances insuffisantes. La sélection bat les États-Unis, pays hôte, en 8e de finale (1-0), les Pays-Bas en quart (3-2), après un match indécis, la Suède, encore, en demi-finale (1-0). En finale, le Brésil s'impose face à l'Italie après un match décevant, qui s'achève sans but et dont le sort se décide aux tirs au but, une première pour une finale de Coupe du monde. En manquant son essai, Roberto Baggio, le meilleur joueur italien, offre le trophée au Brésil. Romário est élu meilleur joueur du tournoi.

#### 1998, lourde défaite malgré une deuxième finale d’affilée
Parreira laisse sa place à Mário Zagallo, l'entraineur du sacre de 1970, revenu comme assistant quelques mois avant la Coupe du monde. Il atteint sans Bebeto ni Romário la finale de la Copa América 1995, perdue aux tirs au but face à l'Uruguay. Il mène l'année suivante la sélection olympique en finale de la Gold Cup de la CONCACAF. En 1997, la sélection fait bonne figure lors du Tournoi de France, remporte aisément la Copa América (avec un bilan de six victoires en autant de matchs, pour 22 buts inscrits) puis la Coupe des confédérations. À quelques mois de la Coupe du monde 1998 en France, le tenant du titre se pose en favori logique. L'absence de Romário, blessé, paraît largement compensée par l'explosion du « phénomène » Ronaldo.
Les Brésiliens se qualifient aisément pour les huitièmes de finale en battant l'Écosse (2-1) et le Maroc (3-0). Ils sont surpris lors du troisième match par la Norvège (1-2). En huitième, ils reprennent de leur superbe en battant le Chili (4-1). Ils sont tout près d'être éliminés par le Danemark des frères Laudrup (3-2) en quart puis par une belle équipe des Pays-Bas en demi-finale (1-1, 4-2 aux tirs au but). En finale, le Brésil affronte la France, pays hôte, au Stade de France. Ronaldo est titularisé malgré une santé déficiente – on évoque une crise d'épilepsie,. Sur le terrain il est en tout cas parfaitement muselé. Les Français maîtrisent le match et l'emportent sèchement (3-0). Le Français Zinédine Zidane, auteur des deux premiers buts sur corner, s'est montré décisif.

#### 2002, unpentaqui porte la marque de Ronaldo, troisième finale de suite pour deux victoires

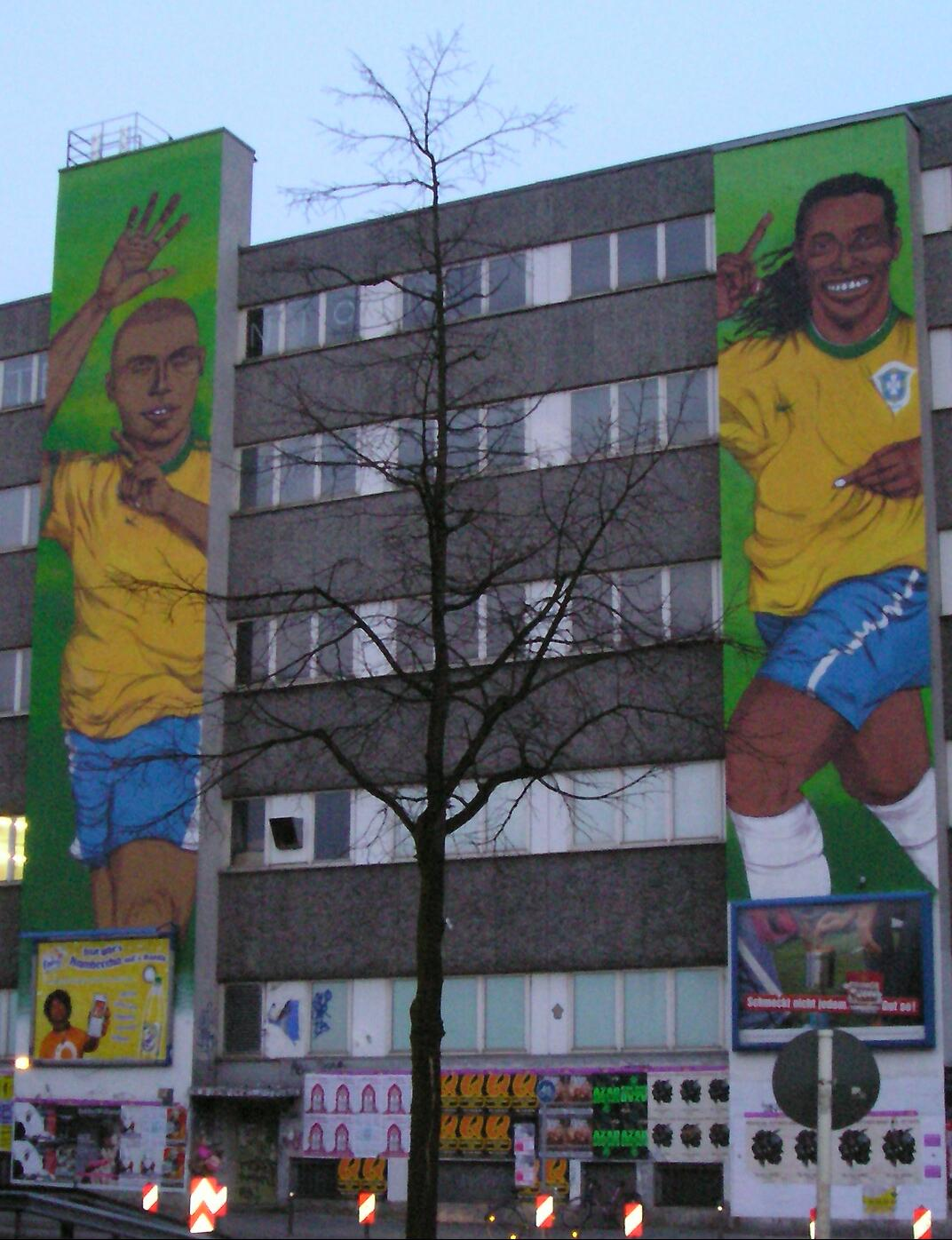
Ronaldo et Ronaldinho, joueurs phares de la sélection brésilienne.

L'entraineur de Corinthians Vanderlei Luxemburgo remplace Zagallo. Luxemburgo réalise un mandat discuté. En s'appuyant sur un Rivaldo en pleine forme, il remporte la Copa América 1999 au Paraguay avec une certaine facilité – l'Argentine (2-1), le Mexique (2-0) puis l'Uruguay (3-0) sont battus successivement lors du tour final – puis atteint la finale de la Coupe des confédérations, perdue face au Mexique (4-3). Il est par contre sorti dès les quarts de finale des Jeux de Sydney avec la sélection olympique, à laquelle il a refusé de convier l'inoxydable Romário, et peine lors des qualifications à la Coupe du monde 2002. Visé par des problèmes extra-sportifs qui achèvent de saper son autorité, il est finalement licencié en septembre 2000. Il est remplacé par Émerson Leão, qui n'améliore pas les résultats lors des matchs de qualifications et est éliminé en demi-finale de la Coupe des confédérations 2001 par la France, lors d'un duel de sélections bis.
Un an avant la Coupe du monde 2002, le Brésil est en crise. Leão est écarté pour laisser la place à Luiz Felipe Scolari. En difficulté dans les éliminatoires du Mondial, le Brésil se fait éliminer en quart de finale de la Copa América 2001 par le Honduras, pays invité (2-0). Même si le Brésil n'alignait pas ses meilleurs joueurs, cela reste comme l'une des plus grosses contreperformances de son histoire. Finalement qualifié, dans la douleur, pour le Mondial, le Brésil s'y présente non pas en favori mais en position d'outsider.

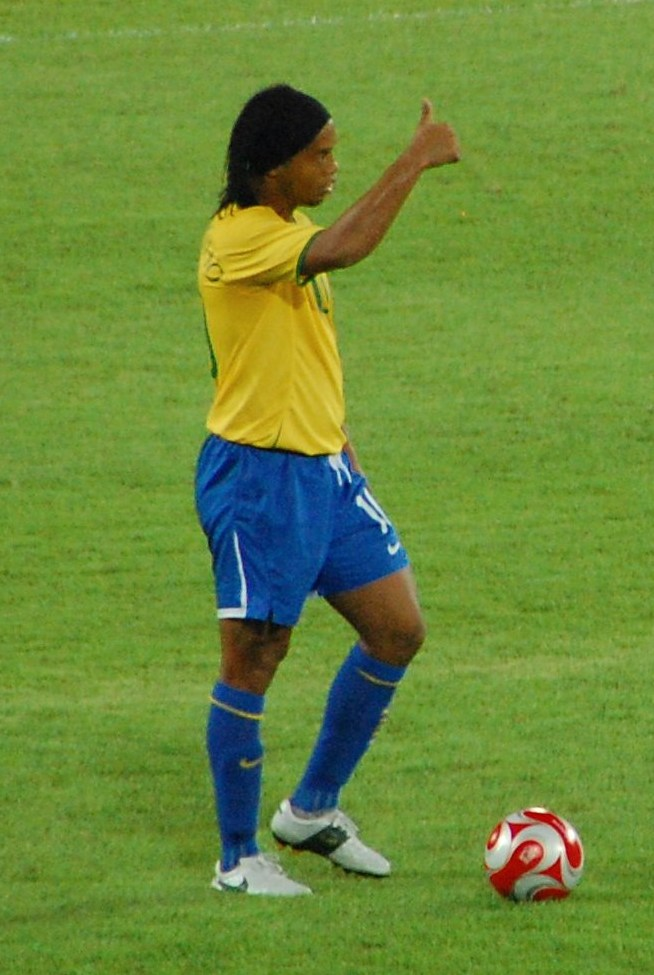
Ronaldinho, star de la sélection dans les années 2000.

Scolari s'appuie sur le « Ri-Ro-Ro », un trio offensif de grand talent composé de Rivaldo, Ronaldinho et Ronaldo. Les Brésiliens remportent tous leurs matchs, ce qui n'était pas arrivé à un champion du monde depuis 1970, marquant 18 buts dont 8 par le seul Ronaldo, meilleur buteur et joueur de la compétition. Le Brésil s'impose en finale contre l'Allemagne, lors du premier match entre les deux sélections en Coupe du monde, grâce à un doublé de Ronaldo (2-0). Pour l'attaquant de l'Inter Milan, c'est une revanche par rapport à la finale de 1998 et un retour inespéré après plusieurs blessures sérieuses. Pour le Brésil, c'est la cinquième (penta en brésilien) victoire en Coupe du monde.
Avec Carlos Alberto Parreira sur le banc, le Brésil remporte la Copa América 2004 puis la Coupe des confédérations 2005, une épreuve où il impressionne les observateurs, se posant en favori de l'édition 2006 de la Coupe du monde.

### Succès constants mais incapacité à franchir le cap en Coupe du monde (2006-2015)

#### Coupe du monde 2006: un costume de favori trop lourd à porter

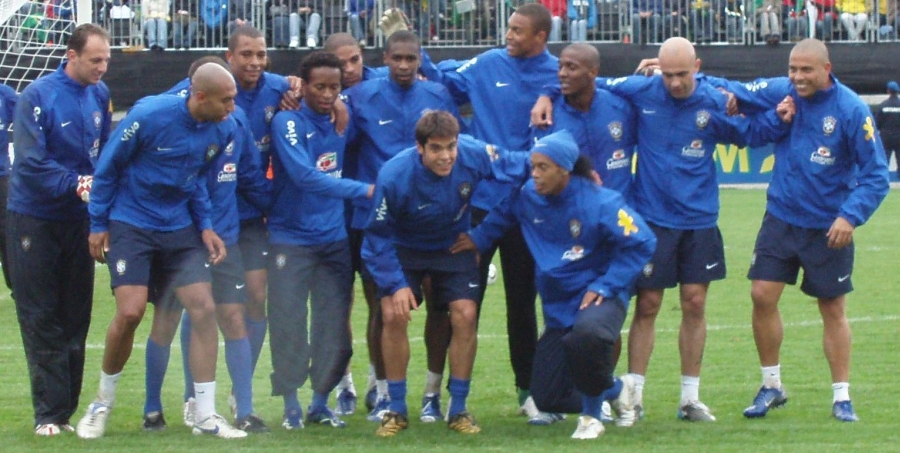
L'équipe brésilienne en stage de préparation à Weggis (Suisse) en juin 2006.

Après les « 3 R » de 2002, le Brésil s'appuie pour la Coupe du monde 2006 sur un « quatuor magique » Ronaldinho-Kaká-Ronaldo-Adriano. Usé par une saison très chargée, Ronaldinho est loin de sa meilleure forme.
Les Brésiliens arrivent en Allemagne en étant ultra-favori, ayant participé aux trois dernières finales de Coupe du Monde. La Seleção s'impose dans son groupe avec facilité, grâce à trois victoires en trois matchs contre la Croatie (1-0), l’Australie (2-0) et le Japon (4-1). Qualifiée en huitième de finale, elle écarte sans surprise le Ghana (3-0). Mais malgré ces victoires, le jeu proposé manque d’éclat et de cohésion, la Seleção semblant s’en remettre aux exploits individuels. Elle doit affronter en quart la France, portée par un Zinédine Zidane au sommet de son art. Le Brésil offre un spectacle de piètre qualité avec la mise en place d'un jeu défensif. Les Français, solides, l'emportent logiquement, grâce à un but de Thierry Henry qui profite du mauvais placement défensif de Roberto Carlos sur un coup franc de Zidane. Cette défaite attise de nombreuses critiques et de grandes déceptions. Elle révèle les limites tactiques et collectives d’une équipe au potentiel immense mais mal préparée, incapable d’assumer son statut de favori sur la durée du tournoi

#### Le Brésil de Dunga: modèle de rigueur et d’efficacité (2007-2010)
Dunga, l'ancien milieu défensif et capitaine de l'équipe de 1994, remplace Parreira le 26 juillet 2006. Il attaque la Copa América 2007 sans les vedettes de 2006 (Ronaldo, Ronaldinho ou encore Kaká). Malgré une défaite initiale face au Mexique (0-2), le Brésil parvient à se qualifier pour les quarts de finale, en battant le Chili (3-0) puis l'Équateur (1-0). Le jeune Robinho, auteur des quatre buts, confirme les espoirs placés en lui. En quart de finale, le Chili est terrassé (6-1). Au tour suivant, le Brésil doit aller jusqu'aux tirs au but pour écarter l'Uruguay (2-2, tab 5-4). En finale, face à la grande Argentine de Riquelme, Tévez et du jeune Lionel Messi, le Brésil réalise un match parfait : rigoureux défensivement, tranchant en contre‑attaque et très réaliste. Baptista ouvre le score d’une frappe superbe, Ayala marque contre son camp sur une action rapide, puis Dani Alves conclut sur une contre‑attaque pour sceller un 3‑0 historique. Julio Baptista et Maicon ont parfaitement tenu leur rôle de cadres et Robinho, meilleur buteur du tournoi, en est élu meilleur joueur. Ce titre est un triomphe inattendu et symbolise la force collective et mentale d’un Brésil moins brillant individuellement, mais discipliné et efficace sous la direction de Dunga.

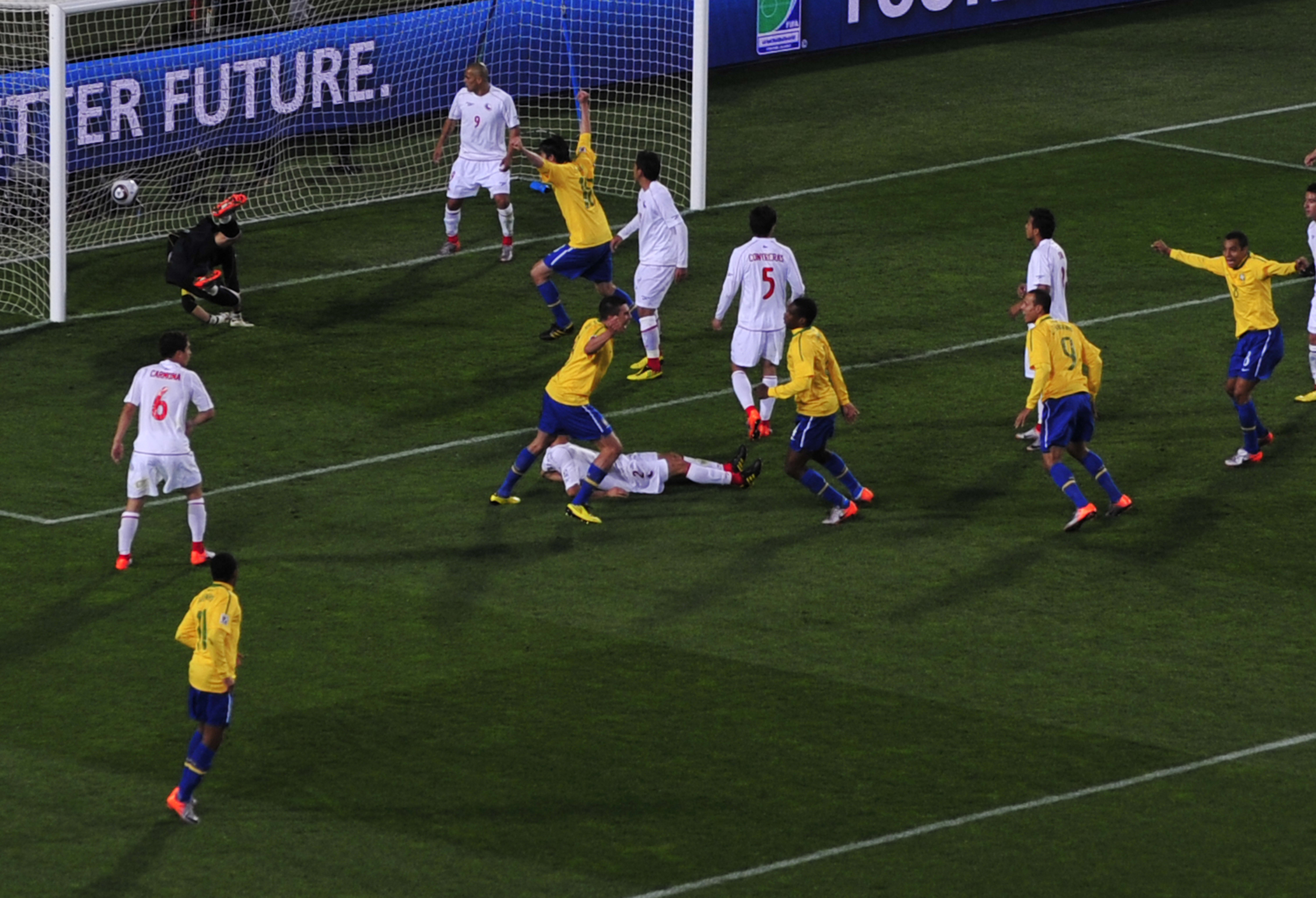
Action lors du match Brésil-Chili en huitième de finale du Mondial 2010.

En guise de préparation au Mondial 2010 en Afrique du Sud, le Brésil dispute la Coupe des confédérations 2009. Tenant du titre, il sort des poules avec neuf points grâce à trois victoires sur l'Égypte (4-3), les États-Unis (3-0) et les champions du monde italiens (3-0). En demi-finale face à l'Afrique du Sud, le Brésil, si impressionnant en phase de poule, ne s'impose qu'en fin de match sur un coup franc de Dani Alves. En finale, les Auriverdes retrouvent les États-Unis, vainqueur surprise de l'Espagne. Menés 2-0 à la mi-temps, ils réagissent et s'imposent finalement (3-2). Cette victoire propulse le Brésil à la 1re place du classement mondial de la FIFA. Sans être écrasante, la Seleção a fait bonne impression, notamment les deux anciens Paulistes Kaká et Luís Fabiano.
Les Brésiliens terminent premier lors des éliminatoires de la Coupe du monde en étant la meilleure défense du continent (seulement 11 buts encaissés), et arrive en Afrique du Sud en étant favori. Malgré la non-sélection de la star montante Neymar (alors âgé de 18 ans), la Seleção se montre convaincante durant la phase de groupe. Affichant une discipline et une solidité défensive accrue, les Brésiliens sortent du premier tour grâce à des victoires attendues sur la Corée du Nord (2-1) et la Côte d'Ivoire (3-1). Déjà qualifié, il assure la première place de son groupe avec un match nul sans entrain contre le Portugal (0-0). En huitième de finale, le Chili n'oppose une résistance que pendant les 30 premières minutes, avant de s'écrouler (0-3). Les stars de la Seleção (Robinho, Kakà ou encore Lúcio) sont les témoins d'un Brésil pragmatique, mais aussi d'un Brésil qui possède des lacunes offensives et collectives. Les hommes de Dunga passent leur premier test d'importance face aux Pays-Bas. Après avoir ouvert le score à la 10e minute par l’intermédiaire de Robinho et dominé la première mi-temps, en seconde période, le Brésil déçoit lourdement. Une équipe nerveuse, peu organisée, loin de l’efficacité qu'elle montrait jusqu'alors, et un match marqué par des erreurs individuelles majeures permettent aux Oranje de renverser la rencontre grâce à un doublé de Sneijder qui conclue l'aventure brésilienne en Afrique du Sud par une défaite 2-1. À la suite de cet échec, Dunga démissionne de son poste de sélectionneur.

#### Coupe du monde 2014: un rêve qui vire au drame
Après la désillusion sud-africaine, la CBF entend nommer un sélectionneur capable de faire de nouveau triompher la Seleção lors de la Coupe du monde 2014 organisée au Brésil, tout en proposant du beau jeu, le fameux jogo bonito en français : « le beau jeu » dont Dunga n'était pas un fervent défenseur. Face au refus de Fluminense de libérer Muricy Ramalho, Ricardo Teixeira, l'omnipotent président de la Confédération brésilienne, nomme Mano Menezes, alors entraineur du Corinthians. Menezes renouvèle l'effectif, en appelant le duo vedette de Santos,  Ganso et Neymar et écartant d'emblée de nombreux mondialistes. Face aux résultats insuffisants, plusieurs anciens sont rappelés comme Lúcio, Maicon, Júlio César et même Ronaldinho. Deux défaites face à l'Argentine puis la France (1-0) et quelques autres matchs décevants valent à Menezes d'être vivement critiqué par les médias.
Les Brésiliens arrivent à la Copa América 2011, ayant lieu en Argentine, avec une effectif remanié. Sur les onze joueurs titulaires lors du quart de final contre les Pays-Bas un an plus tôt, seul quatre (César, Maicon, Lucio et Dani Alves) sont titularisés lors du premier match contre le Venezuela. Championne en titre, la Seleção arrive en Argentine avec de grands espoirs et une nouvelle génération prometteuse menée par Neymar, Ganso, Robinho, Pato et Thiago Silva. Cependant, en phase de groupes, la Seleção peine à imposer son jeu et se montre inefficace offensivement malgré une domination sur le terrain. Elle commence par un match nul décevant contre le Venezuela (0‑0), puis concède un autre nul face au Paraguay (2‑2) grâce à l'égalisation en toute fin de match de Fred. Ce n'est que lors du dernier match contre l'Equateur que le Brésil montre ses qualités offensives avec une victoire (4-2) grâce à des doublés de Pato et de Neymar. En quart de finale, les Brésiliens retrouve le Paraguay pour une revance du match de groupe. Une fois encore, la Seleção domine la possession et se crée de nombreuses occasions, mais reste stérile. Après un nouveau 0‑0 au terme des 120 minutes, la séance de tirs au but tourne à la catastrophe pour les Brésiliens, qui ratent leurs quatre tirs. Le Paraguay s’impose 2‑0 dans la séance et élimine le Brésil, provoquant un immense désarroi et une remise en question du projet de Mano Menezes. Cependant ce dernier est confirmé dans ses fonctions.
Menezes peine à trouver la bonne formule et poursuit ses essais, notamment en attaque. Aux Jeux olympiques de Londres, Menezes mène la sélection olympique en finale, où elle s'incline face au Mexique. Au l'aube du Mondial 2014, la CBF, sous une nouvelle direction, souhaite un « choc psychologique » et un entraîneur plus expérimenté pour préparer sereinement la Coupe du Monde à domicile. En novembre 2012, le sélectionneur est finalement écarté et remplacé par Luiz Felipe Scolari, sélectionneur victorieux en 2002, qui fait son retour.

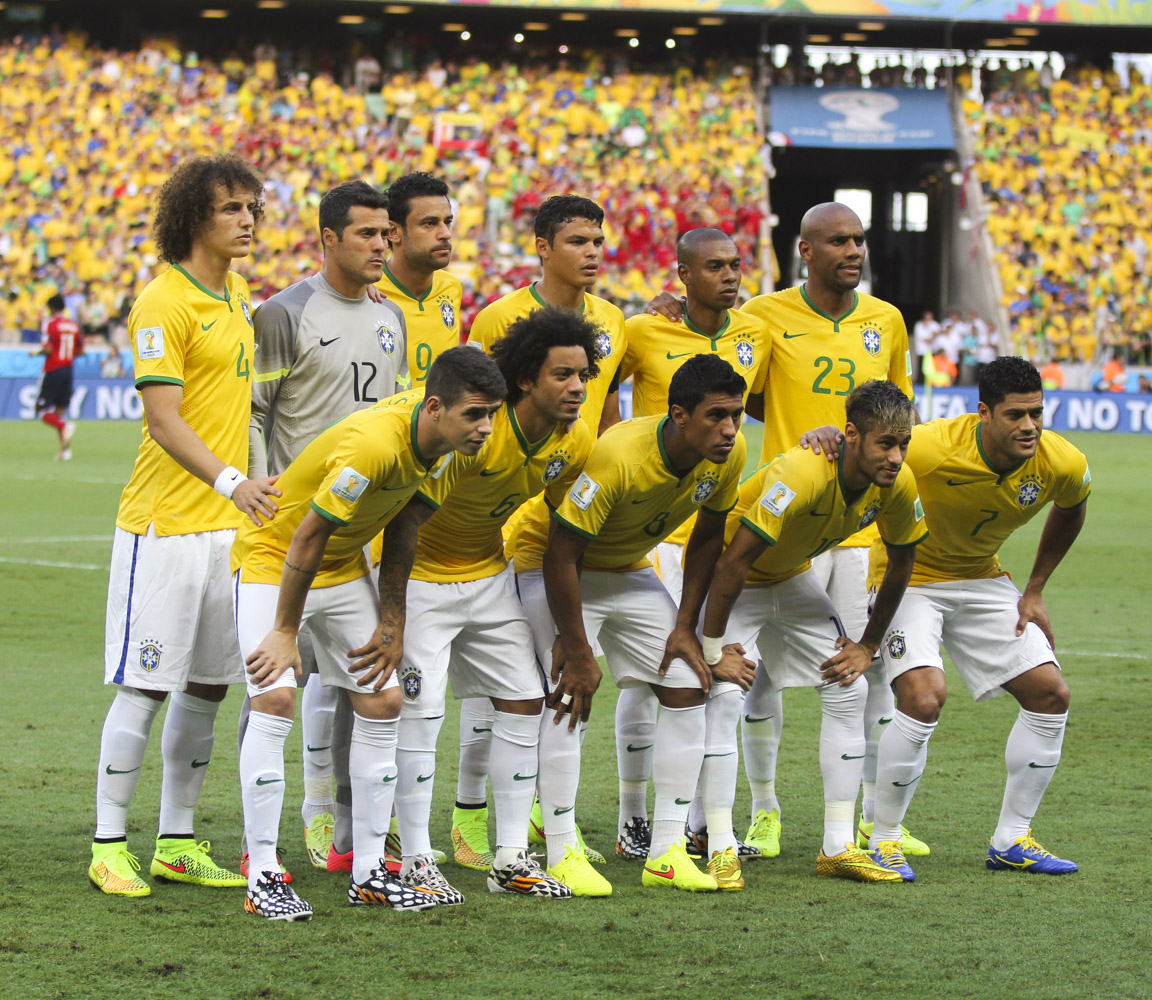
L'équipe de la Seleção à la Coupe du monde 2014.

Scolari rajeunit la sélection en convoquant des espoirs tels que Oscar, Hulk, David Luiz, Paulinho, auxquels il adjoint quelques joueurs d'expérience comme l'ancien Lyonnais Fred, les lattéraux Dani Alves et Marcelo, Fernandinho,  le vétéran Maicon, et bien sur Thiago Silva et Neymar, ce dernier étant consideré comme le meilleur joueur de l'équipe. À l'été 2013, la sélection réalise à domicile une Coupe des confédérations rassurante. Après avoir notamment battu l'Italie et l'Uruguay, elle remporte la finale face à l'Espagne, championne du monde en titre, de belle manière (3-0). Neymar est élu meilleur joueur du tournoi.
La sélection brésilienne attaque la Coupe du monde 2014 parmi les favoris. Elle porte sur ses épaules l’immense espoir d’un sixième sacre devant son public. Cependant elle entame son parcours par une victoire heureuse face à la Croatie (3-1), match au cours duquel les Brésiliens ont bénéficié d'un pénalty sur le second but, obtenu à la suite d'une simulation de Fred. Les Auriverdes font ensuite un match nul face au Mexique (0-0) où le gardien mexicain Guillermo Ochoa multiplie les parades. Un succès sur le Cameroun (4-1) leur permet de terminer en tête de leur groupe. En huitièmes de finale, les Brésiliens souffrent face au Chili d'Alexis Sánchez, une des équipes surprises du premier tour. Après un match nul (1-1) ou les Brésiliens se sont fait peur, notamment avec une grosse frayeur quand Pinilla, attaquant chilien frappe sur la barre transversale à l'avant-dernière minute des prolongations; la qualification en quart se joue aux tirs au but, marqués par certaine pression, en témoigne les cinq pénalty manqué (deux brésiliens et trois chiliens) au cours de la séance. Forteureusement, les Auriverdes remportent la séance (3-2) et filent en quart de finale. C'est la sixième fois d'affilée que la Seleção atteint cette étape de la compétition. En quart de finale, les coéquipiers de Neymar affrontent la Colombie, emmenée par un James Rodriguez au sommet de son art. Cependant le Brésil ne tremble pas et défait la Colombie (2-1). Le match est néanmoins marqué par la grave blessure de Neymar, touché aux vertèbres et forfait pour la suite du tournoi, et la suspension de leur capitaine Thiago Silva pour accumulation de cartons jaunes.
Les Auriverdes se retrouvent en demi-finale face à l'Allemagne dans ce qui s'annonce comme une affiche historique. Orpheline de ses deux leaders, la Seleção apparaît dès les premières minutes fébrile, désorganisée et submergée par l’enjeu.Après l’ouverture du score allemande par Thomas Müller sur corner dès la 11e minute, le Brésil craque littéralement : en l’espace de 6 minutes (entre la 23e et la 29e), l’Allemagne inscrit quatre buts supplémentaires par Miroslav Klose (devenant le meilleur buteur de l’histoire de la Coupe du monde), Toni Kroos (doublé) et Sami Khedira. À 5‑0 à la demi‑heure de jeu, l’ambiance au stade Mineirão est glaciale, le public médusé, certains spectateurs en larmes, d’autres quittant les tribunes. La deuxième période est une formalité pour la Mannschaft, qui marque encore deux buts par André Schürrle, portant le score à 7‑0, avant qu'Oscar ne "sauve l’honneur" dans les derniers instants (7‑1). Il s'agit de la plus large défaite de l'histoire de la Seleção, qui plus est à domicile en demi-finale de Coupe du Monde. C'est par ailleurs la plus large défaite d'une équipe à ce stade de la compétition. L’équipe brésilienne, totalement dépassée tactiquement, incapable de réagir psychologiquement et d’opposer la moindre résistance collective, incarne ce jour‑là les limites d’un projet bâti autour de Neymar et d’un patriotisme exacerbé mais sans véritable organisation sur le terrain. Ce Mineirazo, en référence au Maracanazo de 1950, marque durablement la mémoire du football brésilien comme sa plus grande humiliation. L'Allemagne finira par remporter le Mondial 2014 en triomphant de l'Argentine de Léo Messi en finale au Maracanã. Du côté Brésiliens, le match de classement contre les Pays-Bas ne donne pas plus de réussite aux Brésiliens (0-3) malgré le retour de Thiago Silva. C'est la première fois que l'équipe du Brésil encaisse dix buts en deux matches de Coupe du monde. À la suite de cet échec cuisant, Scolari démissionne dès le 15 juillet.

#### Le retour de Dunga et les échecs en Copa América
Afin de renforcer mentalement cet effectif qui a perdu le Mondial dans son pays, la CBF rappelle Dunga en tant qu'entraîneur,. Celui-ci effectue quelques changements en amenant du sang frais et expérimenté comme Jefferson, Robinho et Diego Tardelli, entre autres. La sélection commence sa préparation à la Copa América 2015 sur les chapeaux de roues en enchaînant 10 victoires consécutives. Cependant l'optimisme laisse vite place aux doutes : malgré leur première place dans le groupe C, les Brésiliens perdent une nouvelle fois Neymar à la suite du match contre la Colombie,. Avec une tactique beaucoup trop frileuse, et sans leur principal atout offensif, ils sont finalement éliminés en quarts de finale au tir au but par le Paraguay,.  Même chose, et de manière plus cruelle lors de la Copa América Centenario, célébrée à l'occasion des cent ans de la création de la compétition. En dépit d'une victoire écrasante mais inutile contre Haïti (7-1), les Brésiliens sont éliminés au premier tour à la suite d'un nul contre l'Équateur (0-0) et surtout d'une défaite contre le Pérou (0-1) alors que le but péruvien fut marqué de la main.

### L'ère Tite (2016-2022)

#### Coupe du monde 2018: un nouvel échec en quart de finale

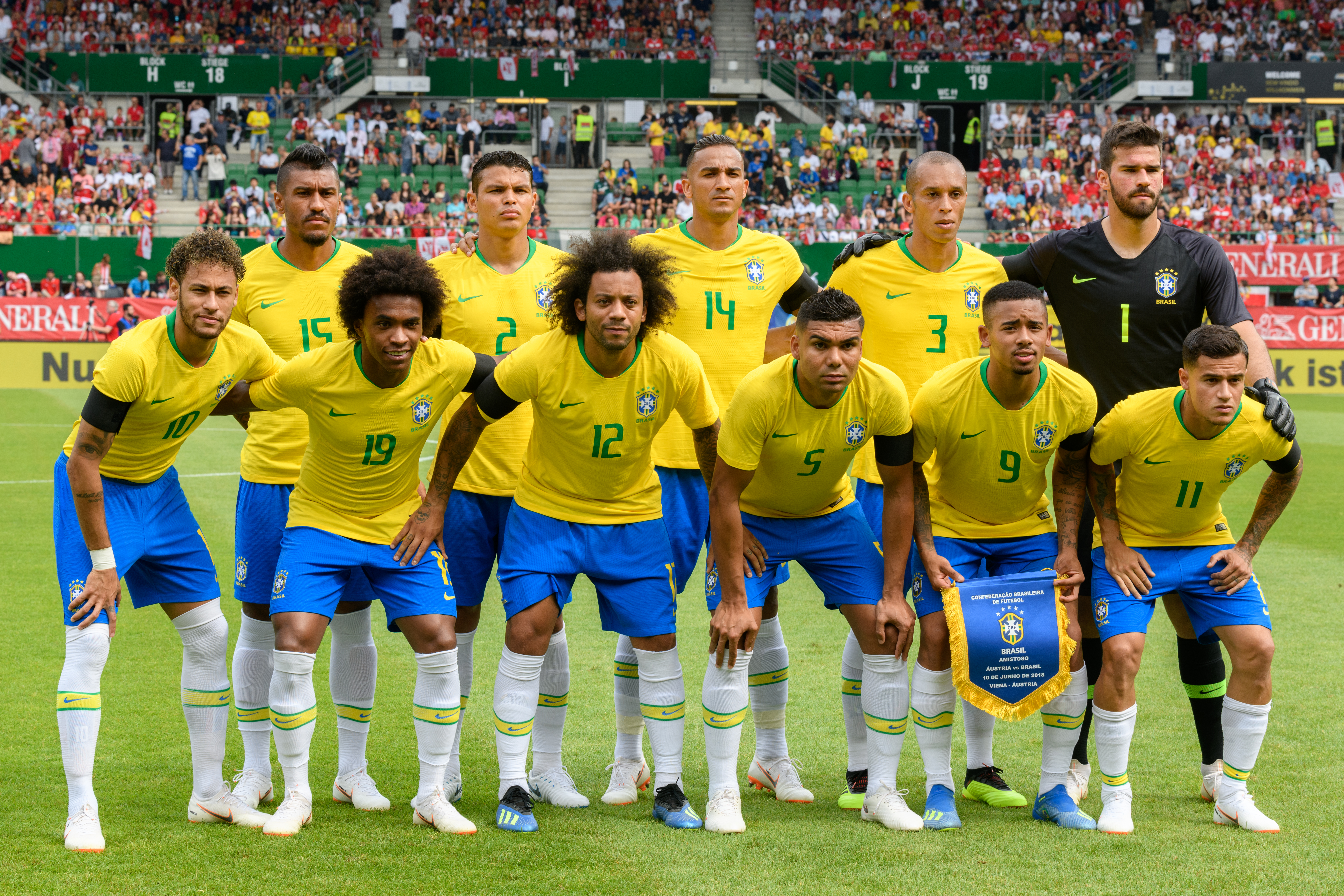
L'équipe du Brésil en match amical de préparation à la Coupe du monde 2018.

Le 20 juin 2016, Tite est nommé à la tête de la sélection et succède à Dunga limogé à la suite de l'échec de la Copa ,. Du fait de ses nombreux titres nationaux et ses connaissances tactiques,, sa nomination suscite une grande ferveur populaire, en atteste les déclarations de la légende Pelé qui fait publiquement part de son optimisme. En parallèle, la sélection olympique de Rogério Micale remporte les Jeux olympiques organisés à Rio de Janeiro, portée par son capitaine Neymar qui inscrit le seul but brésilien et le tir au but victorieux face aux Allemands en finale,.
Du côté de la sélection, les débuts de Tite sont salués par la presse nationale et internationale : il termine l'année sur six victoires en six matches, permettant à l'équipe de passer en tête du classement des éliminatoires de la Coupe du monde. D'un point de vue tactique, il crée un collectif capable de se passer de Neymar – grâce à l'éclosion de Gabriel Jesus ou encore Coutinho – et maîtrise les matches importants, notamment sa victoire symbolique face au rival argentin (3-0). Début 2017, l'équipe continue d'enchaîner les victoires et devient ainsi la première équipe à se qualifier pour la Coupe du monde 2018 après sa victoire contre le Paraguay (3-0). La Seleção a surdominé la phase éliminatoire, en étant notamment à la fois la meilleure attaque, la meilleure défense et en ne perdant qu'un seul de ses dix huit matchs. Elle se hisse par ailleurs à la première place du classement FIFA pour la première fois depuis sept ans.
La Seleção débute ainsi la compétition en tant que favori en raison des résultats très encourageants depuis la prise de fonction de Tite. Les premiers matches sont poussifs, l’équipe affiche une grande solidité défensive mais se montre timide offensivement. Le premier match contre la Suisse se clôt sur un match nul (1-1) tandis que le deuxième match contre la Costa Rica est remporté dans le temps additionnel grâce à un but de Coutinho et de l'inévitable Neymar. La sélection rehausse son niveau contre la Serbie pour le troisième match de la phase de poule (2-0), et assure son ticket pour le huitième de finale ou elle affrontera le Mexique. Le mach est maitrisé par les hommes de Tite et le Brésil l'emporte sans sourciler (2-0). En quart de finale, le Brésil affronte une Belgique emmenée par sa génération dorée. Durant toute la rencontre, les Brésiliens sont méconnaissable défensivement. Les Diables Rouges ouvrent le score grâce à un contre son camp de Fernandinho sur corner. Les Belges font le break à la 31e minute par l'intermediaire de Kevin De Bruyne. Durant la seconde période, les Brésiliens haussent leur niveau de jeu et domine la rencontre, parvenant même à réduire le score grâce à Renato Augusto. Cependant Thibaut Courtois maintient le score à 2-1, notamment en réalisant un arrêt sublime sur une frappe de Neymar en toute fin de match. Le Brésil est eliminé en quart de final pour la troisième fois en quatre édition. Cette défaite attise de nombreuses critiques de la part du public brésilien qui accuse notamment la star Neymar de ne pas répondre aux attentes placées en lui,.

#### Succès continentaux (2019-2021)
Finalement, le Brésil renoue avec le succès lors de la Copa América 2019, organisée à domicile et sans la présence de Neymar pour cause de blessure. Lors du premier tour, la Seleção signe deux victoires face à la Bolivie (3-0) ainsi que le Pérou (5-0), et fait match nul contre le Venezuela (0-0). Premiers de son groupe, les Brésiliens retrouvent le Paraguay en quart de finale, contre qui ils étaient éliminés en 2011 et en 2015. Ils brisent la malédiction des tirs au but (0-0 ; 4-3) et retrouvent leur rival argentin en demi-finale. Malgré les protestations de Lionel Messi sur l'arbitrage, le Brésil l'emporte 2-0 et atteint la finale. Face au Pérou, déjà rencontré lors du premier tour, le Brésil ne force pas et remporte la compétition (3-1). L'équipe en ressort avec un bilan satisfaisant : premier trophée majeur depuis la Copa América 2007, un seul but encaissé sur penalty, et des joueurs récompensés (Everton Soares est élu meilleur buteur, Alisson Becker nommé meilleur gardien, tandis que Daniel Alves est élu meilleur joueur du tournoi).
Le Brésil organise également la Copa América 2021 et passe le 1er tour sans encombre, en terminant en tête de sa poule avec 3 victoires et un match nul, et en concédant seulement deux buts. La Seleção écarte en quarts de finale le Chili (1-0) grâce à un but de Lucas Paqueta, et ce malgré une infériorité numérique durant la majeure partie de la seconde période à la suite d'un carton rouge adressé à Gabriel Jesus pour une faute dangereuse. Les coéquipiers de Neymar battent en demi-finale le Pérou sur le même score encore grâce à un but de Lucas Paqueta. En finale, les Brésiliens retrouvent leur rivaux argentin au Maracanã. Cependant la Seleção se voit chuter sur le plus petit des scores (0-1) d'un but signé Angel Di Maria. Le Brésil ne parvient pas à remporter deux Copa América d'affilées, et permet à Leo Messi et à l'Argentine de remporter leur premier trophée majeur depuis 1993.

#### Coupe du monde 2022: encore...
Pour la phase éliminatoire de la Coupe du monde 2022, le Brésil surclasse la zone Amsud, avec une qualification obtenue sans aucune défaite, tout en concédant seulement cinq buts en dix-sept matchs. Ainsi la Seleção est, avec l'Argentine, citée parmi les grands favoris à la victoire finale de la compétition, vingt ans après leur cinquième étoile.
Lors de la phase finale au Qatar, les Brésiliens réussissent leur entrée, avec une victoire sur la Serbie (2-0) grâce à un doublé de Richarlison. Cependant ce match fut marqué par la blessure de Neymar à la cheville, qui fait ressurgir le spectre de 2014 aux Brésiliens. Privé de leur meilleur joueur, la Seleção obtient à l'arrachée une deuxième victoire contre la Suisse (1-0) qui la qualifie en huitième de finale, avant de perdre un dernier match sans enjeu contre le Cameroun (0-1). Le Brésil termine premier de son groupe et rejoint en huitième de finale la Corée du Sud de Heung-min Son. Fort du retour de Neymar, les Brésiliens l'emportent largement (4-1) et s'envole vers les quarts de finale de la Coupe du monde pour la huitième fois d'affilée. La Seleção y rencontre la Croatie, finaliste de la dernière édition. La rencontre est très disputée et fermée pendant les 90 premières minutes, les Croates défendant avec discipline tandis que le Brésil se heurte au gardien Dominik Livaković, auteur de nombreux arrêts décisifs. En prolongation, le Brésil pense faire la différence à la 105e minute grâce à un superbe but de Neymar qui conclut un une-deux et dribble le gardien pour ouvrir le score . On croit alors les Brésiliens en route pour la qualification en demi-finale. Mais les Croates ne lâchent rien, et à la 117ᵉ minute, une contre-attaque croate rapide est conclue par Bruno Petković, dont la frappe est légèrement déviée et trompe Alisson pour l’égalisation (1-1). Les deux équipes vont donc se départager au tirs-au-buts. Le Croates, plus efficaces, marquent tout leur pénalty, tandis que Livakovic (qui sera nommé Homme du Match) arrête la frappe de Rodrygo. Marquinhos envoie le dernier penalty sur le poteau, et scelle le parcours du Brésil au Qatar. La Croatie de Luka Modric atteint pour la deuxième fois d'affilée les demi-finales de la Coupe du monde. À la suite de ce nouveau revers, Tite démissionne de son poste. Pour la quatrième fois en cinq édition, le Brésil échoue en quart de finale. Cet échec est marqué par les larmes de Neymar, qui dispute alors sa dernière compétition avec le Brésil, sans avoir pu remporter un titre majeur.

### Un géant en plein doute (depuis 2023)
Le Brésil aborde les qualifications pour le Mondial 2026 avec deux victoires en deux matchs. Cependant la Seleção enchaine ensuite quatre matchs sans victoire (dont une défaite contre le rival argentin à domicile). La nomination de Dorival Junior au poste de sélectionneur ne permet pas au Brésil de rassurer avant la Copa America ayant lieu aux États-Unis.
Le Brésil, orphelin un nouvelle fois de Neymar, déçoit par son manque d’efficacité durant la compétition. Dans la phase de groupes, la Seleção a commencé timidement avec un match nul 0‑0 contre le Costa Rica, avant de réagir avec une large victoire 4‑1 face au Paraguay, grâce notamment à un doublé de Vinícius Jr, grand favori pour le Ballon d'Or au moment de la compétition. Elle a ensuite concédé un nouveau nul 1‑1 contre la Colombie, terminant deuxième de son groupe. En quart de finale, privée de sa star Vinícius Jr. suspendu, l’équipe a livré un match très fermé contre l’Uruguay, ponctué par de nombreuses fautes (26 pour l'Uruguay et 15 pour le Brésil) et aucune véritable occasion (seulement 4 tirs cadrés dans le match). Incapable de faire la différence, le Brésil a été éliminé aux tirs au but (0‑0, 2‑4 t.a.b.). Ce parcours montre un Brésil dépendant de ses cadres offensifs, encore loin du niveau attendu pour une sélection qui est historiquement la référence du football mondial.
Après la Copa, le Brésil reprend les éliminatoires du Mondial 2026 avec une victoire contre l'Équateur (1-0), le Brésil perd ensuite contre le Paraguay (0-2) et arrache la victoire à la 89e minute contre le Chili. Après deux matchs nuls peu convaincant contre le Venezuela et l'Uruguay et une victoire arrachée à la 99e minute contre la Colombie, le Brésil est humilié par l'Argentine (4-1), vainqueur de la Copa América 2024. Le sélectionneur Dorival Júnior est limogé à la suite de cette défaite, et est remplacé par Carlo Ancelotti en juin 2025. Le Brésil valide son ticket pour le Mondial 2026 après une victoire contre le Paraguay (1-0), sans avoir convaincu son public et en montrant une faiblesse défensive et collective.

## Résultats de l'équipe du Brésil

### Palmarès général
| Compétitions internationales | Compétitions continentales |
| --- | --- |
| - Coupe du monde de la FIFA (5) - Vainqueur en 1958, 1962, 1970, 1994 et 2002 - Finaliste en 1950 et 1998 - Troisième en 1938 et 1978 - Quatrième en 1974 et 2014 - Coupe des confédérations (4) - Vainqueur en 1997, 2005, 2009 et 2013 - Finaliste en 1999 | - Campeonato Sudamericano/Copa América (9) - Vainqueur en 1919, 1922, 1949, 1989, 1997, 1999, 2004, 2007 et 2019 - Finaliste en 1921, 1925, 1937, 1945, 1946, 1953, 1957, 1983, 1991, 1995 et 2021 - Troisième en 1916, 1917, 1920, 1942, 1959, 1975 et 1979 |

### Parcours en Coupe du monde
L'équipe du Brésil est la seule sélection à avoir participé à toutes les éditions de la Coupe du monde. Invité en 1930, profitant des forfaits du Pérou en 1934 et de l'Argentine en 1938, pays hôte en 1950, le Brésil ne dispute son premier match éliminatoire qu'en 1954. Plusieurs fois qualifié en tant que tenant du titre, le Brésil n'a disputé que treize phases éliminatoires lors des vingt-deux premières éditions de la Coupe du monde, entre 1930 et 2022. À titre de comparaison, l'Allemagne en a disputé 15 (en vingt éditions). Entre 1930 et 1990, le Brésil ne dispute que 28 matchs de qualifications (sans connaître la moindre défaite), contre 44 à l'Allemagne et 60 pour la France.
| Année | Position           |      | Année              | Position |                  | Année | Position |
| 1930  | 1er tour           | 1974 | Demi-finale (4e)   | 2010     | Quart de finale  |       |          |
| 1934  | Huitième de finale | 1978 | Demi-finale (3e)   | 2014     | Demi-finale (4e) |       |          |
| 1938  | Demi-finale (3e)   | 1982 | 2e tour            | 2018     | Quart de finale  |       |          |
| 1950  | Finaliste          | 1986 | Quart de finale    | 2022     | Quart de finale  |       |          |
| 1954  | Quart de finale    | 1990 | Huitième de finale | 2026     | Qualifiée        |       |          |
| 1958  | Vainqueur          | 1994 | Vainqueur          | 2030     | À venir          |       |          |
| 1962  | Vainqueur          | 1998 | Finaliste          | 2034     | À venir          |       |          |
| 1966  | 1er tour           | 2002 | Vainqueur          |          |                  |       |          |
| 1970  | Vainqueur          | 2006 | Quart de finale    |          |                  |       |          |

| Phases finales | Phases finales                       | Phases finales | Phases finales | Phases finales | Phases finales | Phases finales | Phases finales | Phases finales |                                        | Phases qualificatives                  | Phases qualificatives                  | Phases qualificatives                  | Phases qualificatives                  | Phases qualificatives                  | Phases qualificatives |
| Année          | Résultat                             | Class.         | J              | G              | N              | P              | Bp             | Bc             | J                                      | G                                      | N                                      | P                                      | Bp                                     | Bc                                     |                       |
| -------------- | ------------------------------------ | -------------- | -------------- | -------------- | -------------- | -------------- | -------------- | -------------- | -------------------------------------- | -------------------------------------- | -------------------------------------- | -------------------------------------- | -------------------------------------- | -------------------------------------- | --------------------- |
| 1930           | Groupe 1er tour (quart de finale)    | 6e             | 2              | 1              | 0              | 1              | 5              | 2              |                                        |                                        |                                        |                                        |                                        |                                        |                       |
| 1934           | Huitième de finale (1er tour)        | 14e            | 1              | 0              | 0              | 1              | 1              | 3              | –                                      | –                                      | –                                      | –                                      | –                                      | –                                      |                       |
| 1938           | Demi-finale                          | 3e             | 5              | 3              | 1              | 1              | 14             | 11             | –                                      | –                                      | –                                      | –                                      | –                                      | –                                      |                       |
| 1950           | Poule finale                         | 2e             | 6              | 4              | 1              | 1              | 22             | 6              | Qualifié en tant que pays organisateur | Qualifié en tant que pays organisateur | Qualifié en tant que pays organisateur | Qualifié en tant que pays organisateur | Qualifié en tant que pays organisateur | Qualifié en tant que pays organisateur |                       |
| 1954           | Quart de finale                      | 5e             | 3              | 1              | 1              | 1              | 8              | 5              | 4                                      | 4                                      | 0                                      | 0                                      | 8                                      | 1                                      |                       |
| 1958           | Vainqueur                            | 1er            | 6              | 5              | 1              | 0              | 16             | 4              | 2                                      | 1                                      | 1                                      | 0                                      | 2                                      | 1                                      |                       |
| 1962           | Vainqueur                            | 1er            | 6              | 5              | 1              | 0              | 14             | 5              | Qualifié en tant que tenant du titre   | Qualifié en tant que tenant du titre   | Qualifié en tant que tenant du titre   | Qualifié en tant que tenant du titre   | Qualifié en tant que tenant du titre   | Qualifié en tant que tenant du titre   |                       |
| 1966           | Groupe 1er tour (huitième de finale) | 11e            | 3              | 1              | 0              | 2              | 4              | 6              | Qualifié en tant que tenant du titre   | Qualifié en tant que tenant du titre   | Qualifié en tant que tenant du titre   | Qualifié en tant que tenant du titre   | Qualifié en tant que tenant du titre   | Qualifié en tant que tenant du titre   |                       |
| 1970           | Vainqueur                            | 1er            | 6              | 6              | 0              | 0              | 19             | 7              | 6                                      | 6                                      | 0                                      | 0                                      | 23                                     | 2                                      |                       |
| 1974           | Demi-finale                          | 4e             | 7              | 3              | 2              | 2              | 6              | 4              | Qualifié en tant que tenant du titre   | Qualifié en tant que tenant du titre   | Qualifié en tant que tenant du titre   | Qualifié en tant que tenant du titre   | Qualifié en tant que tenant du titre   | Qualifié en tant que tenant du titre   |                       |
| 1978           | Demi-finale                          | 3e             | 7              | 4              | 3              | 0              | 10             | 3              | 6                                      | 4                                      | 2                                      | 0                                      | 17                                     | 1                                      |                       |
| 1982           | Groupe 2nd tour (quart de finale)    | 5e             | 5              | 4              | 0              | 1              | 15             | 6              | 4                                      | 4                                      | 0                                      | 0                                      | 11                                     | 2                                      |                       |
| 1986           | Quart de finale                      | 5e             | 5              | 4              | 1              | 0              | 10             | 1              | 4                                      | 2                                      | 2                                      | 0                                      | 6                                      | 2                                      |                       |
| 1990           | Huitième de finale                   | 9e             | 4              | 3              | 0              | 1              | 4              | 2              | 4                                      | 3                                      | 1                                      | 0                                      | 13                                     | 1                                      |                       |
| 1994           | Vainqueur                            | 1er            | 7              | 5              | 2              | 0              | 11             | 3              | 8                                      | 5                                      | 2                                      | 1                                      | 20                                     | 4                                      |                       |
| 1998           | Finale                               | 2e             | 7              | 4              | 1              | 2              | 14             | 10             | Qualifié en tant que tenant du titre   | Qualifié en tant que tenant du titre   | Qualifié en tant que tenant du titre   | Qualifié en tant que tenant du titre   | Qualifié en tant que tenant du titre   | Qualifié en tant que tenant du titre   |                       |
| 2002           | Vainqueur                            | 1er            | 7              | 7              | 0              | 0              | 18             | 4              | 18                                     | 9                                      | 3                                      | 6                                      | 31                                     | 17                                     |                       |
| 2006           | Quart de finale                      | 5e             | 5              | 4              | 0              | 1              | 10             | 2              | 18                                     | 9                                      | 7                                      | 2                                      | 35                                     | 17                                     |                       |
| 2010           | Quart de finale                      | 6e             | 5              | 3              | 1              | 1              | 9              | 4              | 18                                     | 9                                      | 7                                      | 2                                      | 33                                     | 11                                     |                       |
| 2014           | Demi-finale                          | 4e             | 7              | 3              | 2              | 2              | 11             | 14             | Qualifié en tant que pays organisateur | Qualifié en tant que pays organisateur | Qualifié en tant que pays organisateur | Qualifié en tant que pays organisateur | Qualifié en tant que pays organisateur | Qualifié en tant que pays organisateur |                       |
| 2018           | Quart de finale                      | 6e             | 5              | 3              | 1              | 1              | 8              | 3              | 18                                     | 12                                     | 5                                      | 1                                      | 41                                     | 11                                     |                       |
| 2022           | Quart de finale                      | 7e             | 5              | 3              | 1              | 1              | 8              | 3              | 17                                     | 14                                     | 3                                      | 0                                      | 40                                     | 5                                      |                       |
| 2026           |                                      |                |                |                |                |                |                |                |                                        |                                        |                                        |                                        |                                        |                                        |                       |
| Total          | 5 titres                             | 22/22          | 114            | 76             | 19             | 19             | 239            | 108            | 127                                    | 82                                     | 33                                     | 12                                     | 280                                    | 75                                     |                       |

Mise à Jour le Vendredi 2 décembre 2022

### Parcours en Copa América
De son lancement en 1916 jusqu'au milieu des années 1990, le Brésil ne remporte que les quatre éditions du championnat d'Amérique du Sud (Campeonato Sudamericano puis « Copa América » à partir de 1975) qu'il a lui-même organisé, en 1919, 1922, 1949 et 1989. Pourtant la sélection brésilienne a disputé de nombreuses finales : en 1995, lors de la 37e édition du tournoi, le Brésil perd ainsi face à l'Uruguay sa 11e finale. La Celeste remporte par la même occasion son 14e titre continental, autant que l'Argentine.
En 1997, le Brésil brise cette sorte de malédiction en remportant la Copa América organisée par la Bolivie. Elle a depuis remporté les éditions de 1999, 2004, 2007 et 2019.
| Année | Position  |      | Année       | Position |                 | Année | Position |
| 1916  | 3e        | 1942 | 3e          | 1987     | 1er tour        |       |          |
| 1917  | 3e        | 1945 | Finaliste   | 1989     | Vainqueur       |       |          |
| 1919  | Vainqueur | 1946 | Finaliste   | 1991     | Finaliste       |       |          |
| 1920  | 3e        | 1947 | Forfait     | 1993     | Quart de finale |       |          |
| 1921  | Finaliste | 1949 | Vainqueur   | 1995     | Finaliste       |       |          |
| 1922  | Vainqueur | 1953 | Finaliste   | 1997     | Vainqueur       |       |          |
| 1923  | 4e        | 1955 | Forfait     | 1999     | Vainqueur       |       |          |
| 1924  | Forfait   | 1956 | 4e          | 2001     | Quart de finale |       |          |
| 1925  | Finaliste | 1957 | Finaliste   | 2004     | Vainqueur       |       |          |
| 1926  | Forfait   | 1959 | Finaliste   | 2007     | Vainqueur       |       |          |
| 1927  | Forfait   | 1959 | 3e          | 2011     | Quart de finale |       |          |
| 1929  | Forfait   | 1963 | 4e          | 2015     | Quart de finale |       |          |
| 1935  | Forfait   | 1967 | Forfait     | 2016     | 1er tour        |       |          |
| 1937  | Finaliste | 1975 | Demi-finale | 2019     | Vainqueur       |       |          |
| 1939  | Forfait   | 1979 | Demi-finale | 2021     | Finaliste       |       |          |
| 1941  | Forfait   | 1983 | Finaliste   | 2024     | Quart de finale |       |          |

| Année        | Résultat  | Class.  | J       | G       | N       | P       | bp      | bc      |
| ------------ | --------- | ------- | ------- | ------- | ------- | ------- | ------- | ------- |
| 1916         | 3e        | 3e      | 3       | 0       | 2       | 1       | 03      | 04      |
| 1917         | 3e        | 3e      | 3       | 1       | 0       | 2       | 05      | 03      |
| 1919         | Vainqueur | 1er     | 3       | 2       | 1       | 0       | 011     | 03      |
| 1920         | 3e        | 3e      | 3       | 1       | 0       | 2       | 01      | 08      |
| 1921         | Finale    | 2e      | 3       | 1       | 0       | 2       | 04      | 03      |
| 1922         | Vainqueur | 1er     | 4       | 1       | 3       | 0       | 04      | 02      |
| 1923         | 4e        | 4e      | 3       | 0       | 0       | 3       | 02      | 05      |
| 1924         | Forfait   | Forfait | Forfait | Forfait | Forfait | Forfait | Forfait | Forfait |
| 1925         | Finale    | 2e      | 4       | 2       | 1       | 1       | 011     | 09      |
| 1926 à 1935  | Forfait   | Forfait | Forfait | Forfait | Forfait | Forfait | Forfait | Forfait |
| 1937         | Finale    | 2e      | 5       | 4       | 0       | 1       | 17      | 9       |
| 1939 et 1941 | Forfait   | Forfait | Forfait | Forfait | Forfait | Forfait | Forfait | Forfait |
| 1942         | 3e        | 3e      | 6       | 3       | 1       | 2       | 15      | 7       |
| 1945         | Finale    | 2e      | 6       | 5       | 0       | 1       | 19      | 05      |
| 1946         | Finale    | 2e      | 5       | 3       | 1       | 1       | 13      | 07      |
| 1947         | Forfait   | Forfait | Forfait | Forfait | Forfait | Forfait | Forfait | Forfait |
| 1949         | Vainqueur | 1er     | 7       | 6       | 0       | 1       | 039     | 07      |
| 1953         | Finale    | 2e      | 6       | 4       | 0       | 2       | 15      | 06      |
| 1955         | Forfait   | Forfait | Forfait | Forfait | Forfait | Forfait | Forfait | Forfait |
| 1956         | 4e        | 4e      | 5       | 2       | 2       | 1       | 04      | 05      |
| 1957         | Finale    | 2e      | 6       | 4       | 0       | 2       | 23      | 9       |
| 1959         | Finale    | 2e      | 6       | 4       | 2       | 0       | 17      |         |
| 1959         | 3e        | 3e      | 4       | 2       | 0       | 2       | 7       | 010     |
| 1963         | 4e        | 4e      | 6       | 2       | 1       | 3       | 012     | 013     |
| 1967         | Forfait   | Forfait | Forfait | Forfait | Forfait | Forfait | Forfait | Forfait |
| Total        | 3 titres  | 19/29   | 88      | 47      | 14      | 27      | 222     | 112     |

| Année | Résultat        | Class. | J   | G  | N  | P  | bp  | bc |
| ----- | --------------- | ------ | --- | -- | -- | -- | --- | -- |
| 1975  | 3e              | 3e     | 6   | 5  | 0  | 1  | 16  | 4  |
| 1979  | 3e              | 3e     | 6   | 2  | 2  | 2  | 10  | 9  |
| 1983  | Finale          | 2e     | 8   | 2  | 4  | 2  | 8   | 4  |
| 1987  | 1er tour        | 5e     | 2   | 1  | 0  | 1  | 5   | 4  |
| 1989  | Vainqueur       | 1er    | 7   | 5  | 2  | 0  | 11  | 1  |
| 1991  | Finale          | 2e     | 7   | 4  | 1  | 2  | 12  | 8  |
| 1993  | Quart de finale | 5e     | 4   | 1  | 2  | 1  | 6   | 4  |
| 1995  | Finale          | 2e     | 6   | 4  | 2  | 0  | 10  | 3  |
| 1997  | Vainqueur       | 1er    | 6   | 6  | 0  | 0  | 22  | 3  |
| 1999  | Vainqueur       | 1er    | 6   | 6  | 0  | 0  | 17  | 2  |
| 2001  | Quart de finale | 6e     | 4   | 2  | 0  | 2  | 5   | 4  |
| 2004  | Vainqueur       | 1er    | 6   | 3  | 2  | 1  | 13  | 6  |
| 2007  | Vainqueur       | 1er    | 6   | 4  | 1  | 1  | 15  | 5  |
| 2011  | Quart de finale | 8e     | 4   | 1  | 3  | 0  | 6   | 4  |
| 2015  | Quart de finale | 5e     | 4   | 2  | 1  | 1  | 5   | 4  |
| 2016  | 1er tour        | 9e     | 3   | 1  | 1  | 1  | 7   | 2  |
| 2019  | Vainqueur       | 1er    | 6   | 4  | 2  | 0  | 13  | 1  |
| 2021  | Finale          | 2e     | 7   | 5  | 1  | 1  | 12  | 3  |
| 2024  | Quart de finale | 6e     | 4   | 1  | 3  | 0  | 5   | 2  |
| Total | 6 titres        | 18/18  | 102 | 59 | 27 | 16 | 198 | 73 |

### Participation aux autres compétitions mondiales
Dans les années 1920 et 1930, le championnat sud-américain des nations sert de phase qualificative pour les Jeux olympiques. En 1999, la FIFA décide que les matchs de football disputés dans le cadre des Jeux olympiques à partir des Jeux olympiques de Rome de 1960 ne comptent pas comme sélection nationale en équipe A.
| Année       | Tour             | Classement  | J  | G  | N  | P  | Bp  | Bc |
| ----------- | ---------------- | ----------- | -- | -- | -- | -- | --- | -- |
| 1900 à 1920 | Non participante | -           | -  | -  | -  | -  | -   | -  |
| 1924        | Non qualifiée    | -           | -  | -  | -  | -  | -   | -  |
| 1928 à 1948 | Non participante | -           | -  | -  | -  | -  | -   | -  |
| 1952        | Quart de finale  | 5e          | 3  | 2  | 0  | 1  | 9   | 6  |
| 1956        | Non qualifiée    | -           | -  | -  | -  | -  | -   | -  |
| 1960        | 1er tour         | 5e          | 3  | 2  | 0  | 1  | 10  | 6  |
| 1964        | 1er tour         | 9e          | 3  | 1  | 1  | 1  | 5   | 2  |
| 1968        | 1er tour         | 10e         | 3  | 0  | 2  | 1  | 4   | 5  |
| 1972        | 1er tour         | 13e         | 3  | 0  | 1  | 2  | 4   | 6  |
| 1976        | Demi-finale      | 4e          | 5  | 2  | 1  | 2  | 6   | 6  |
| 1980        | Non qualifiée    | -           | -  | -  | -  | -  | -   | -  |
| 1984        | Finaliste        | 2e          | 6  | 5  | 0  | 1  | 9   | 5  |
| 1988        | Finaliste        | 2e          | 6  | 5  | 0  | 1  | 12  | 4  |
| 1992        | Non qualifiée    | -           | -  | -  | -  | -  | -   | -  |
| 1996        | 3e               | 3e          | 6  | 4  | 0  | 2  | 16  | 8  |
| 2000        | Quart de finale  | 6e          | 4  | 2  | 0  | 2  | 6   | 6  |
| 2004        | Non qualifiée    | -           | -  | -  | -  | -  | -   | -  |
| 2008        | 3e               | 3e          | 6  | 5  | 0  | 1  | 14  | 3  |
| 2012        | Finaliste        | 2e          | 6  | 5  | 0  | 1  | 16  | 7  |
| 2016        | Vainqueur        | 1er         | 6  | 3  | 3  | 0  | 13  | 2  |
| 2021        | Vainqueur        | 1er         | 6  | 4  | 2  | 0  | 10  | 4  |
| 2024        | non qualifié     | -           | -  | -  | -  | -  | -   | -  |
| Total       | 14/25            | 7 médailles | 66 | 39 | 10 | 16 | 134 | 70 |

Le Brésil compte quatre titres (1997, 2005, 2009, 2013) ainsi qu'une finale (1999) en sept participations à la Coupe des confédérations. Il est le pays le plus couronné de l'histoire du tournoi.
| Année | Résultat      | Class.        | J             | G             | N             | P             | Bp            | Bc            | Équipe        |
| ----- | ------------- | ------------- | ------------- | ------------- | ------------- | ------------- | ------------- | ------------- | ------------- |
| 1992  | Non qualifiée | Non qualifiée | Non qualifiée | Non qualifiée | Non qualifiée | Non qualifiée | Non qualifiée | Non qualifiée | Non qualifiée |
| 1995  | Non qualifiée | Non qualifiée | Non qualifiée | Non qualifiée | Non qualifiée | Non qualifiée | Non qualifiée | Non qualifiée | Non qualifiée |
| 1997  | Vainqueur     | 1er           | 5             | 4             | 1             | 0             | 14            | 2             | Équipe        |
| 1999  | Finale        | 2e            | 5             | 4             | 0             | 1             | 18            | 5             | Équipe        |
| 2001  | Demi-finale   | 4e            | 5             | 1             | 2             | 2             | 3             | 3             | Équipe        |
| 2003  | 1er tour      | 5e            | 3             | 1             | 1             | 1             | 3             | 3             | Équipe        |
| 2005  | Vainqueur     | 1er           | 5             | 3             | 1             | 1             | 12            | 6             | Équipe        |
| 2009  | Vainqueur     | 1er           | 5             | 5             | 0             | 0             | 14            | 5             | Équipe        |
| 2013  | Vainqueur     | 1er           | 5             | 5             | 0             | 0             | 14            | 3             | Équipe        |
| 2017  | Non qualifiée | Non qualifiée | Non qualifiée | Non qualifiée | Non qualifiée | Non qualifiée | Non qualifiée | Non qualifiée | Non qualifiée |
| Total | 4 titres      | 7/10          | 33            | 23            | 5             | 5             | 78            | 27            | -             |

### Autres compétitions
Le Brésil a remporté plusieurs tournois, essentiellement amicaux, parmi lesquels :
- le Championnat panaméricain de football : 1952, 1956
- la Coupe de l'Indépendance du Brésil : 1972
- la Coupe de l'Atlantique : 1956, 1960, 1976
- la Coupe Stanley-Rous : 1987

Le Brésil dispute également plusieurs trophées bilatéraux :
- la Copa Roca (avec l'Argentine) : 1914, 1922, 1945, 1957, 1960, 1963, 1971, 1976
- le Superclásico de las Américas (avec l'Argentine) : 2011, 2012
- la Copa Rio Branco (avec l'Uruguay) : 1931, 1932, 1947, 1950, 1967, 1968, 1976
- la Coupe Oswaldo Cruz (pt) (avec le Paraguay) : 1950, 1955, 1956, 1958, 1961, 1962, 1968
- la Coupe Bernardo O'Higgins (avec le Chili) : 1955, 1959, 1961, 1966

Le Brésil est également invité à deux reprises à la Gold Cup par la Confédération d'Amérique du Nord, d'Amérique centrale et des Caraïbes (CONCACAF), et en atteint chaque fois la finale, en 1998 et 2003.

## Statistiques

### Classement FIFA
Le Brésil est connu pour être la meilleure nation du football en remportant 5 fois la coupe du monde mais aussi pour atteindre plus de 50 fois la première place du classement, la seule équipe à l'heure actuelle. Son plus mauvais score est une 18e place atteinte en décembre 2012. Le Brésil a enregistré sa meilleure progression lors du mois de juillet 2013 avec un gain de 13 places, et au cours du mois de décembre 2012, le Brésil a enregistré son plus fort recul avec la perte de 5 places au classement mondial. Depuis la création du classement FIFA, le classement moyen du Brésil se situe au 3e rang (meilleure moyenne du classement FIFA).
| Année                         | 1993 | 1994 | 1995 | 1996 | 1997 | 1998 | 1999 | 2000 | 2001 | 2002 | 2003 | 2004 | 2005 | 2006 | 2007 |
| ----------------------------- | ---- | ---- | ---- | ---- | ---- | ---- | ---- | ---- | ---- | ---- | ---- | ---- | ---- | ---- | ---- |
| Classement mondial            | 3    | 1    | 1    | 1    | 1    | 1    | 1    | 1    | 3    | 1    | 1    | 1    | 1    | 1    | 2    |
| Classement en Amérique du Sud | 1    | 1    | 1    | 1    | 1    | 1    | 1    | 1    | 2    | 1    | 1    | 1    | 1    | 1    | 2    |

| Année                         | 2008 | 2009 | 2010 | 2011 | 2012 | 2013 | 2014 | 2015 | 2016 | 2017 | 2018 | 2019 | 2020 | 2021 | 2022 |
| ----------------------------- | ---- | ---- | ---- | ---- | ---- | ---- | ---- | ---- | ---- | ---- | ---- | ---- | ---- | ---- | ---- |
| Classement mondial            | 5    | 2    | 4    | 6    | 18   | 10   | 6    | 6    | 2    | 2    | 3    | 3    | 3    | 2    | 1    |
| Classement en Amérique du Sud | 1    | 1    | 1    | 2    | 5    | 4    | 3    | 3    | 2    | 1    | 1    | 1    | 1    | 1    | 1    |

| Légende du classement mondial : Légende du classement sud-américain : | - de 1 à 3 - de 1 à 3 | - de 4 à 14 - de 4 à 9 | - de 15 à 209 - de 10 à 54 |

## Identité

### Surnoms
La sélection brésilienne porte plusieurs surnoms.
Seleção en français : « La Sélection » est le surnom le plus commun. Ce terme est d'ailleurs utilisé pour toutes les équipes de tous les sports.
Canarinho en français : « petit canari » désigne parfois le joueur brésilien, en référence à la couleur jaune du maillot. Par extension ce terme désigne l'équipe entière. Ce surnom reste au masculin singulier, de la même façon que pour l'équipe de France on dirait l'équipe du Coq au singulier et non l'équipe des coqs au pluriel. Canarinha au féminin que l'on trouve parfois dans les media hispanophones ou francophones n'est donc pas utilisé au Brésil, du moins pas pour les sélections masculines.
Verde-Amarela en français : « Verte-jaune » au féminin est le troisième surnom, en référence aux couleurs du drapeau brésilien. Auriverde en français : « Or et vert » est fréquent dans les media francophones, mais ce surnom n'est pas utilisé au Brésil.
Os verdeamarelos en français : « Les vert-jaune », est le masculin pluriel du surnom précédent, désignant l'ensemble des joueurs.
Pentacampeões en français : « Les quintuple champions » est le dernier surnom, en référence au nombre de titres suprêmes. Par extension la Pentacampeão en français : « La quintuple championne ».
El Scratch que l'on trouve dans les media hispanophones et parfois dans les media francophones est un mot espagnol, issu d'une traduction erronée du terme équipo en français : « équipe » pour sa ressemblance phonétique avec squadra en italien, squad en anglais, mâtiné du très flatteur crack. Au contraire, les traductions grammaticalement possibles au Brésil sont coleção, equipe (le terme français sans accent employé au Brésil), grupo, et éventuellement equipa en portugais classique (tous les autres pays de la Communauté des pays de langue portugaise).

### Couleurs

Drapeau du Brésil en 1950.

À partir de 1919 la sélection brésilienne porte un maillot blanc à col bleu. À la suite du choc du Maracanaço en 1950, des voix s'élèvent pour demander le changement des couleurs de la sélection, afin qu'elles se rapprochent du drapeau brésilien.
La Confédération, avec l'aide du journal Correio da Manhã, organise un concours pour dessiner un nouveau maillot. Aldyr Garcia Schlee, un jeune homme de 19 ans habitant Pelotas, l'emporte en proposant un maillot jaune à parements verts et un short bleu à bandes blanches. Ce nouveau maillot est utilisé pour la première fois en mars 1954 contre le Chili, et n'a depuis jamais été remis en question,.
Le maillot extérieur de couleur bleue date des années 1930. Il devient le 2e maillot officiel lors de la Coupe du monde de 1958, quand le Brésil affronte la Suède en finale. Alors que les deux sélections jouent en jaune, le tirage au sort offre à la Suède le privilège de jouer dans ses couleurs. Les Brésiliens, qui n'ont pas de jeu de rechange, achètent au dernier moment un jeu de maillots bleus pour le match.
| 1899–1914 | 1914–1917 | 1916 | 1917 | 1919-1938 | 1942–1949 | 1950–1954 | Finale 1958 |

| Domicile · depuis 1954 | Extérieur · depuis 1954 |

## Infrastructures

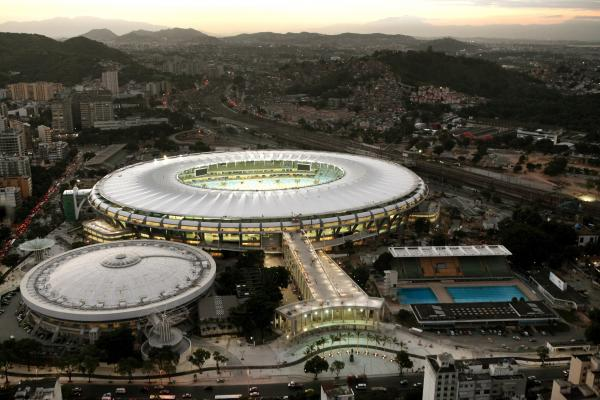
Le Maracanã rénové.

À la différence de nombreuses sélections, la Seleção n'a pas de stade national attitré. Que ce soit pour les matchs qualificatifs pour la Coupe du monde ou pour les matchs amicaux, elle tourne à travers le pays et évolue dans de nombreux stades.
Le plus connu d'entre eux est le Maracanã de Rio de Janeiro, qui accueille pour le match décisif de la Coupe du monde de 1950 199 854 spectateurs, un record au Brésil et en Coupe du monde. En vue de la Coupe du monde 2014, sa capacité est réduite à 78 838 places, toutes assises, ce qui en fait toujours le plus grand stade du pays. Le Maracanã est au quotidien partagé par les clubs de Fluminense et Flamengo.
Parmi les autres stades du pays, la sélection utilise notamment le stade olympique João-Havelange de Rio de Janeiro, construit pour les Jeux panaméricains de 2007 et utilisé par l'un des principaux clubs de la ville, Botafogo ; le Morumbi et le Pacaembu à São Paulo, dont sont respectivement résidents le São Paulo FC et Corinthians ; le Mineirão à Belo Horizonte, exploité par Cruzeiro ; le stade national de Brasilia, situé dans la capitale du pays ; ou encore l'stade Beira-Rio à Porto Alegre.

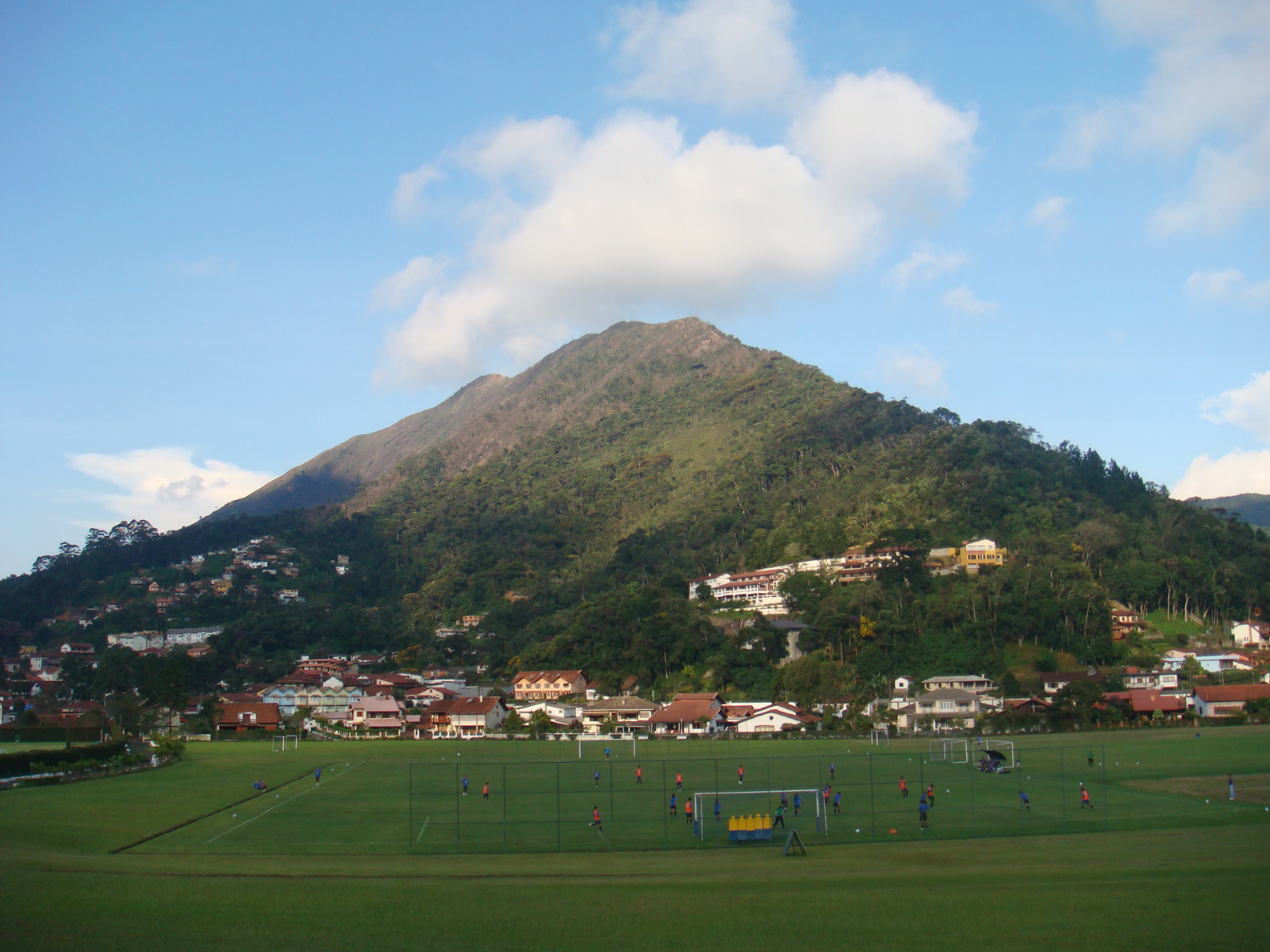
Le centre de Granja Comary.

Étant donné que nombre de ses sélectionnés évoluent en Europe, le Brésil délocalise parfois ses matchs amicaux en Europe et utilise pour cela l'Emirates Stadium, inauguré en 2006 à Londres.
La Confédération brésilienne de football dispose d'un centre national appelé Granja Comary (en), où les sélections brésiliennes se réunissent et s'entraînent. Il est situé près de Teresópolis, dans l'État de Rio de Janeiro. Le club carioca de Flamengo utilise également régulièrement ce centre, avant saison.

## Personnalités

### Sélectionneurs
| Nom                                                  | De…  | À…   | Nb M |
| ---------------------------------------------------- | ---- | ---- | ---- |
| Mário Zagallo                                        | 1967 | 1998 | 139  |
| Carlos Alberto Parreira                              | 1983 | 2006 | 117  |
| Dunga                                                | 2006 | 2016 | 86   |
| Tite                                                 | 2016 | 2022 | 81   |
| Vicente Feola                                        | 1955 | 1966 | 67   |
| Aymoré Moreira                                       | 1953 | 1968 | 65   |
| Flávio Costa                                         | 1944 | 1956 | 60   |
| Telê Santana                                         | 1980 | 1986 | 55   |
| Luiz Felipe Scolari                                  | 2001 | 2014 | 54   |
| En gras les sélectionneurs sacrés champions du monde |      |      |      |

Cinq entraîneurs différents mènent la Seleção à la consécration mondiale : Vicente Feola en 1958, Aymoré Moreira en 1962, Mário Zagallo en 1970, Carlos Alberto Parreira en 1994 et Luiz Felipe Scolari en 2002. Ce dernier est rappelé en 2013 pour diriger la sélection brésilienne lors de la Coupe du monde 2014.
Mário Zagallo est l'une des principales figures du football brésilien. Surnommé « le Professeur », il est avec la glorieuse sélection de 1970 le premier technicien à remporter la Coupe du monde après l'avoir déjà fait en tant que joueur, en l'occurrence en 1958 et 1962,. Une statue lui a été élevée à proximité du stade Maracanã. Il dirige un record de 126 matchs sur trois mandats, en 1967-1968, entre 1970 et 1974 puis de 1994 à 1998. En 1994, lors du quatrième titre brésilien, il est également là, en tant qu'adjoint de Carlos Alberto Parreira, puis il revient à ses côtés comme directeur technique de 2003 à 2006, à la suite de quoi il se retire du football. Outre les Coupes du monde 1970 et 1994, il remporte avec la sélection la Coupe de l'Indépendance du Brésil en 1972, ainsi que la Copa América et la Coupe des confédérations en 1997.
Carlos Alberto Parreira a lui aussi connu trois mandats à la tête du Brésil, en 1983-1984, entre 1992 et 1994 puis de 2003 à 2006. Champion du monde en 1994, il est célèbre pour avoir participé à six éditions de Coupe du monde comme entraîneur, un record : deux fois avec le Brésil, en 1994 et 2006, mais aussi avec le Koweït en 1982, les Émirats arabes unis en 1990, l'Arabie saoudite en 1998 et l'Afrique du Sud en 2010. Outre la Coupe du monde 1994, il remporte avec le Brésil la Copa América 2004 et la Coupe des confédérations 2005.
| Période   | Nom (en gras les sélectionneurs sacrés champions du monde)                      | Matchs       | Victoires    | Matchs nuls  | Défaites     |              |
| --------- | ------------------------------------------------------------------------------- | ------------ | ------------ | ------------ | ------------ | ------------ |
| 1914      | Rubens Salles Silvio Lagreca                                                    | 4            | 3            | —            | 1            |              |
| 1915      | Pas de match                                                                    | Pas de match | Pas de match | Pas de match | Pas de match | Pas de match |
| 1916      | Benedito Montenegro Joaquim Ribeiro Mário Cardim Silvio Lagreca                 | 4            | 1            | 2            | 1            |              |
| 1917      | Chico Netto (en)                                                                | 3            | 1            | 2            | —            |              |
| 1917      | Chico Netto (en) Mário Pollo R. Cristófaro                                      | 4            | 1            | —            | 3            |              |
| 1918      | Amílcar Barbuy Ferreira Netto                                                   | 1            | —            | —            | 1            |              |
| 1919      | Affonso de Castro Amílcar Barbuy Arnaldo da Silveira Ferreira Netto Mário Pollo | 5            | 3            | 2            | —            |              |
| 1920      | Fortes Oswaldo Gomes                                                            | 3            | 1            | —            | 2            |              |
| 1921      | Ferreira Netto                                                                  | 3            | 1            | —            | 2            |              |
| 1922      | Amílcar Barbuy Célio de Barros Ferreira Netto                                   | 6            | 3            | 3            | —            |              |
| 1922      | Clodô Ferreira Netto                                                            | 1            | 1            | —            | —            |              |
| 1923      | Chico Netto (en)                                                                | 7            | 3            | —            | 4            |              |
| 1924      | Pas de match                                                                    | Pas de match | Pas de match | Pas de match | Pas de match | Pas de match |
| 1925      | Joaquim Guimarães                                                               | 6            | 2            | 3            | 1            |              |
| 1926–1927 | Pas de match                                                                    | Pas de match | Pas de match | Pas de match | Pas de match | Pas de match |
| 1928–1929 | Laís                                                                            | 4            | 4            | —            | —            |              |
| 1930      | Píndaro de Carvalho                                                             | 4            | 3            | —            | 1            |              |
| 1931–1932 | Luís Vinhaes                                                                    | 6            | 6            | —            | —            |              |
| 1933      | Pas de match                                                                    | Pas de match | Pas de match | Pas de match | Pas de match | Pas de match |
| 1934      | Luís Vinhaes                                                                    | 9            | 2            | 4            | 3            |              |
| 1934–1935 | Armindo Nobs Ferreira (en)                                                      | 13           | 12           | —            | 1            |              |
| 1936–1938 | Adhemar Pimenta                                                                 | 11           | 7            | 1            | 3            |              |
| 1939      | Carlos Nascimento                                                               | 2            | 1            | —            | 1            |              |
| 1940      | Silvio Lagreca                                                                  | 2            | —            | 1            | 1            |              |
| 1940      | Jayme Barcellos                                                                 | 5            | 1            | 1            | 3            |              |
| 1941      | Pas de match                                                                    | Pas de match | Pas de match | Pas de match | Pas de match | Pas de match |
| 1942      | Adhemar Pimenta                                                                 | 6            | 3            | 1            | 2            |              |
| 1943      | Pas de match                                                                    | Pas de match | Pas de match | Pas de match | Pas de match | Pas de match |
| 1944      | Flávio Costa Joreca                                                             | 2            | 2            | —            | —            |              |
| 1945–1950 | Flávio Costa                                                                    | 41           | 26           | 6            | 9            |              |
| 1951      | Pas de match                                                                    | Pas de match | Pas de match | Pas de match | Pas de match | Pas de match |
| 1952      | Zezé Moreira                                                                    | 5            | 4            | 1            | —            |              |
| 1953      | Aymoré Moreira                                                                  | 7            | 4            | —            | 3            |              |
| 1954–1955 | Zezé Moreira                                                                    | 10           | 7            | 2            | 1            |              |
| 1955      | Vicente Feola                                                                   | 1            | 1            | —            | —            |              |
| 1955      | Flávio Costa                                                                    | 1            | 1            | —            | —            |              |
| 1955–1956 | Osvaldo Brandão                                                                 | 6            | 1            | 3            | 2            |              |
| 1956      | Teté                                                                            | 5            | 4            | 1            | —            |              |
| 1956      | Flávio Costa                                                                    | 16           | 10           | 3            | 3            |              |
| 1957      | Osvaldo Brandão                                                                 | 8            | 5            | 1            | 2            |              |
| 1957      | Sylvio Pirillo                                                                  | 4            | 3            | —            | 1            |              |
| 1957      | Pedrinho                                                                        | 2            | —            | 1            | 1            |              |
| 1958–1959 | Vicente Feola                                                                   | 22           | 18           | 4            | —            |              |
| 1959      | Gentil Cardoso                                                                  | 5            | 3            | —            | 2            |              |
| 1960      | Oswaldo Rolla                                                                   | 6            | 3            | 1            | 2            |              |
| 1960      | Vicente Feola                                                                   | 13           | 10           | 1            | 2            |              |
| 1961–1963 | Aymoré Moreira                                                                  | 37           | 24           | 4            | 9            |              |
| 1964–1965 | Vicente Feola                                                                   | 10           | 7            | 2            | 1            |              |
| 1965      | Filpo Nuñez                                                                     | 1            | 1            | —            | —            |              |
| 1965      | Osvaldo Brandão                                                                 | 1            | —            | —            | 1            |              |
| 1965      | Vicente Feola                                                                   | 1            | —            | 1            | —            |              |
| 1965      | Aymoré Moreira                                                                  | 1            | 1            | —            | —            |              |
| 1966      | Carlos Froner                                                                   | 2            | 1            | —            | 1            |              |
| 1966      | Vicente Feola                                                                   | 20           | 15           | 3            | 2            |              |
| 1967      | Aymoré Moreira                                                                  | 3            | —            | 3            | —            |              |
| 1967      | Mário Zagallo                                                                   | 1            | 1            | —            | —            |              |
| 1968      | Aymoré Moreira                                                                  | 11           | 8            | —            | 3            |              |
| 1968      | Antoninho                                                                       | 2            | 1            | —            | 1            |              |
| 1968      | Mário Zagallo                                                                   | 1            | 1            | —            | —            |              |
| 1968      | Biju Carlyle Guimarães Jota Júnior                                              | 1            | 1            | —            | —            |              |
| 1968      | Aymoré Moreira                                                                  | 6            | 3            | 2            | 1            |              |
| 1968      | Yustrich                                                                        | 1            | 1            | —            | —            |              |
| 1969–1970 | João Saldanha                                                                   | 17           | 14           | 1            | 2            |              |
| 1970–1974 | Mário Zagallo                                                                   | 63           | 43           | 16           | 4            |              |
| 1975–1977 | Osvaldo Brandão                                                                 | 27           | 22           | 3            | 2            |              |
| 1977–1979 | Cláudio Coutinho                                                                | 44           | 26           | 15           | 3            |              |
| 1980–1982 | Telê Santana                                                                    | 38           | 29           | 6            | 3            |              |
| 1983      | Carlos Alberto Parreira                                                         | 14           | 5            | 7            | 2            |              |
| 1984      | Edu Coimbra                                                                     | 3            | 1            | 1            | 1            |              |
| 1985      | Evaristo de Macedo                                                              | 6            | 3            | —            | 3            |              |
| 1985–1986 | Telê Santana                                                                    | 17           | 11           | 4            | 2            |              |
| 1987–1988 | Carlos Alberto Silva                                                            | 20           | 13           | 5            | 2            |              |
| 1989–1990 | Sebastião Lazaroni                                                              | 35           | 21           | 8            | 6            |              |
| 1991      | Paulo Roberto Falcão                                                            | 17           | 6            | 7            | 4            |              |
| 1991      | Ernesto Paulo (pt)                                                              | 1            | —            | —            | 1            |              |
| 1991–1994 | Carlos Alberto Parreira                                                         | 47           | 28           | 14           | 5            |              |
| 1994–1998 | Mário Zagallo                                                                   | 74           | 55           | 13           | 6            |              |
| 1998–2000 | Vanderlei Luxemburgo                                                            | 34           | 21           | 8            | 5            |              |
| 2000      | José Candido                                                                    | 1            | 1            | —            | —            |              |
| 2000–2001 | Emerson Leão                                                                    | 10           | 3            | 4            | 3            |              |
| 2001–2002 | Luiz Felipe Scolari                                                             | 25           | 19           | 1            | 5            |              |
| 2003–2006 | Carlos Alberto Parreira                                                         | 56           | 31           | 18           | 7            |              |
| 2006–2010 | Dunga                                                                           | 60           | 42           | 12           | 6            |              |
| 2010–2012 | Mano Menezes                                                                    | 33           | 21           | 6            | 6            |              |
| 2013–2014 | Luiz Felipe Scolari                                                             | 29           | 19           | 6            | 4            |              |
| 2014–2016 | Dunga                                                                           | 26           | 18           | 5            | 3            |              |
| 2016-2022 | Tite                                                                            | 81           | 61           | 13           | 7            |              |
| 2023      | Fernando Diniz (intérim)                                                        | 6            | 2            | 1            | 3            |              |
| 2024-2025 | Dorival Júnior                                                                  | 2            | 1            | 1            | 0            |              |

### Joueurs emblématiques

#### Records
| Rang | Joueur           | Sélections | Première sélection           | Dernière sélection          | Durée             | Palmarès                                                  |
| ---- | ---------------- | ---------- | ---------------------------- | --------------------------- | ----------------- | --------------------------------------------------------- |
| 1    | Cafu             | 142        | 12 septembre 1990 (à 20 ans) | 1er juillet 2006 (à 36 ans) | 15 ans et 10 mois | CDM 1994 - 2002 - 1998 / CA 1997 - 1999 - 1991 / CDC 1997 |
| 2    | Neymar           | 128        | 10 août 2010 (à 18 ans)      | -                           | en cours          | CA 2021 / CDC 2013                                        |
| 3    | Dani Alves       | 126        | 10 octobre 2006 (à 23 ans)   | 5 décembre 2022 (à 39 ans)  | 16 ans et 2 mois  | CA 2007 - 2019 / CDC 2009 - 2013                          |
| 4    | Roberto Carlos   | 125        | 26 février 1992 (à 18 ans)   | 1er juillet 2006 (à 33 ans) | 14 ans et 5 mois  | CDM 2002 - 1998 / CA 1997 - 1999 - 1995 / CDC 1997        |
| 5    | Thiago Silva     | 113        | 12 octobre 2008 (à 24 ans)   | 9 décembre 2022 (à 38 ans)  | 14 ans et 2 mois  | CA 2019 - 2021 / CDC 2013                                 |
| 6    | Lúcio            | 105        | 15 novembre 2000 (à 22 ans)  | 5 septembre 2011 (à 33 ans) | 10 ans et 10 mois | CDM 2002 / CDC 2005 - 2009                                |
| 7    | Cláudio Taffarel | 101        | 7 juillet 1988 (à 22 ans)    | 12 juillet 1998 (à 32 ans)  | 10 ans            | CDM 1994 - 1998 / CA 1989 - 1997 - 1991 - 1995 / GC 1998  |
| 8    | Robinho          | 100        | 13 juillet 2003 (à 19 ans)   | 16 janvier 2017 (à 32 ans)  | 13 ans et 6 mois  | CA 2007 / CDC 2005 - 2009 / GC 2003                       |
| 9    | Marquinhos       | 99         | 26 octobre 2013 (à 19 ans)   | -                           | en cours          | CA 2019 - 2021                                            |
| 10   | Djalma Santos    | 98         | 10 avril 1952 (à 23 ans)     | 9 juin 1968 (à 39 ans)      | 16 ans et 2 mois  | CDM 1958 - 1962 / CA 1953 - 1957 - 1959                   |
| 10   | Ronaldo          | 98         | 23 mars 1994 (à 17 ans)      | 7 juin 2011 (à 34 ans)      | 17 ans et 3 mois  | CDM 1994 - 2002 - 1998 / CA 1997 - 1999 - 1995 / CDC 1997 |

| Rang | Joueur     | Période   | Buts |
| ---- | ---------- | --------- | ---- |
| 1    | Neymar     | 2010-     | 79   |
| 2    | Pelé       | 1957-1971 | 77   |
| 3    | Ronaldo    | 1994-2011 | 62   |
| 4    | Romário    | 1987-2005 | 55   |
| 5    | Zico       | 1976-1986 | 48   |
| 6    | Bebeto     | 1985-1998 | 38   |
| 7    | Rivaldo    | 1993-2003 | 35   |
| 8    | Jairzinho  | 1964-1982 | 33   |
| 9    | Ronaldinho | 1999-2013 | 33   |
| 10   | Ademir     | 1945-1953 | 32   |
| 10   | Tostão     | 1966-1972 | 32   |

Pelé est le plus grand footballeur du XXe siècle, il est notamment le seul footballeur à avoir été champion du monde à trois reprises, en 1958, 1962 et 1970 avec la sélection brésilienne. Auteur de 1281 buts en 1363 matchs, dont 77 avec la sélection, ce qui reste un record, il est élu « athlète du siècle » par le Comité international olympique en 1999 et « footballeur du siècle » par la FIFA,. Illustration de son image dans le monde, il sera après sa retraite nommé ambassadeur de l'ONU et la FIFA.
Dans l'équipe mondiale du XXe siècle, rendue publique en 1998 sous l'égide de la FIFA, Pelé est accompagné par trois compatriotes. D'abord l'attaquant Garrincha, sélectionné de 1955 à 1966, considéré comme l'un des meilleurs dribbleurs de l'histoire du football. En l'absence de Pelé, blessé, il tient un rôle prépondérant dans la victoire des Brésiliens lors de la Coupe du monde de 1962. Ensuite les arrières latéraux Nilton Santos, à gauche, et Carlos Alberto Torres, à droite. Le premier, champion du monde en 1958 et 1962 (à 37 ans) après avoir participé à celles de 1950 et 1954, révolutionne le poste d'arrière latéral en lui donnant une dimension offensive qu'il n'avait pas jusqu'alors. Le second est le capitaine de la sélection lors de la coupe du monde 1970 (et du grand Santos FC de cette époque).

#### Museu do futebol
En 2010, le Museu do futebol en français : « Musée du football » brésilien publie une liste de joueurs importants dans l'histoire du football brésilien, sur le modèle des temples de la renommée. Outre Pelé, Garrincha, Nilton Santos et Carlos Alberto Torres, la liste honore 21 joueurs : Bebeto, Didi, Djalma Santos, Falcão, Gérson, Gilmar, Jairzinho, Julinho, Rivaldo, Rivelino, Roberto Carlos, Romário, Ronaldinho, Ronaldo, Sócrates, Taffarel, Tostão, Vavá, Mário Zagallo, Zico et Zizinho.
Zizinho est souvent considéré (avec Leônidas, le meilleur buteur de la Coupe du monde de 1938) comme le meilleur footballeur brésilien avant l’apparition de Pelé. Grande vedette de Flamengo, il est l'attaquant de la Seleção dans les années 1940 et 1950. Malgré la défaite finale face à l'Uruguay, il est élu meilleur joueur de la Coupe du monde 1950. Bien que sélectionné jusqu'en 1965, le brillant ailier Julinho ne participe qu'à la Coupe du monde 1954. En jouant pour la Fiorentina de 1955 à 1958, il est l'un des premiers Brésiliens à faire carrière en Europe.
Le milieu offensif Didi est l'un des joueurs de base des succès mondiaux de 1958 et 1962. Excellent tireur de coups francs, il est considéré comme l'inventeur de la frappe en « feuille morte ». Autre double champion du monde, Djalma Santos est le pendant à droite de Nilton Santos. Il est nommé dans l'équipe-type de trois éditions de Coupe du monde (en 1954, 1958 et 1962), un exploit que seul Franz Beckenbauer a reproduit par la suite, et participe encore à celle de 1966. Le gardien de but Gilmar est également des deux premiers sacres du Brésil - il est considéré comme le meilleur spécialiste sud-américain au XXe siècle,. Avec respectivement 98 et 94 sélections, Djalma Santos et Gilmar dominent jusqu'à la fin des années 1990 le classement des joueurs brésiliens les plus « capés ». L'attaquant Vavá dispute aussi en titulaire les deux compétitions - il en est même le co-meilleur buteur en 1962. Enfin, Mário Zagallo participe aux deux campagnes comme milieu gauche. Devenu sélectionneur national en 1970, il est le premier à remporter la Coupe du monde comme joueur puis comme entraîneur.
La sélection brésilienne de 1970 est la meilleure équipe de l'histoire du football,,. Outre Pelé, elle compte dans ses rangs plusieurs joueurs d'exception : dans l’entre-jeu Gérson, brillant par son intelligence de jeu et ses passes, considéré comme le digne successeur de Didi ; sur les ailes Jairzinho, qui marque à chaque match du tournoi, un exploit qui n'a plus été répété depuis et le gaucher Rivelino ; et en attaque, aux côtés de Pelé, Tostão, réputé par son exceptionnelle vision du jeu.
International de 1976 à 1988, le milieu offensif Zico, surnommé le « Pelé blanc », va emmener la sélection lors des Coupes du monde de 1978, 1982 et 1986, qui se terminent toutes de manière prématurée. Zico est cité dans onze des douze classements des meilleurs joueurs du XXe siècle retenus par la Rec.Sport.Soccer Statistics Foundation en 2009, ce qui le place au deuxième rang parmi les joueurs brésiliens après Pelé. Le Brésil de 1982 est notamment resté dans les mémoires pour sa grande élégance. Zico est accompagné lors des tournois de 1982 et 1986 par deux autres joueurs honorés par le Museu do futebol : Falcão, un des meilleurs joueurs du tournoi 1982, et Sócrates, porte-drapeau de la démocratie corinthiane et capitaine de la sélection en 1982,.
En 1994, la sélection remporte enfin sa quatrième couronne mondiale, sa première depuis la retraite de Pelé. Elle le doit notamment au duo offensif d'une grande efficacité que composent Romário, élu meilleur joueur du tournoi puis Champion des champions de L'Équipe, et Bebeto. Outre la Coupe du monde aux États-Unis, le duo remporte deux fois la Copa América en 1989 et 1997. Bebeto est également finaliste de la Coupe du monde 1998 en France. Lors de cette dernière compétition, la vedette brésilienne est le jeune attaquant Ronaldo, premier Brésilien à remporter le Ballon d'or en 1997 et élu à son tour meilleur joueur de la Coupe du monde. Avec 62 buts en sélection, Ronaldo est le Brésilien qui s'est le plus approché du record de Pelé. Rivaldo remporte à son tour le Ballon d'or en 1999, après un nouveau triomphe en Copa América, dont il est le meilleur buteur et meilleur joueur. Autre joueur emblématique des années 1990, le gardien de but Cláudio Taffarel, premier joueur à passer le cap des cent sélections avec le Brésil.
Le record de Taffarel est dépassé quelques années plus tard par les inoxydables arrières latéraux Roberto Carlos et Cafu, qui forment une paire aux qualités offensives inédites. Ils sont de la campagne victorieuse de 2002 (Cafu est alors capitaine) puis de celle de 2006. La cinquième étoile de 2002 est l'œuvre des « 3 R » brésiliens : Rivaldo, Ronaldo et le plus jeune Ronaldinho,. Ce dernier est à son tour vainqueur du Ballon d'or en 2005. Tout jeune champion du monde en 2002, Kaká succède à Ronaldinho au palmarès du Ballon d'or en 2007, mais n'a pas connu depuis la consécration de ses prédécesseurs en sélection.
Les années 2010 marquent l'avènement de Neymar, leader technique sur le terrain et icône auprès du peuple brésilien. Régulièrement comparé à Pelé, il est le principal artisan des victoires de la sélection durant cette décennie et affiche des statistiques impressionnantes tout au long de sa carrière. Présent sur le podium du Ballon d'or en 2015 et en 2017, il est le premier brésilien depuis Kaká à se présenter comme étant l'un des trois meilleurs joueurs du monde. Dani Alves, joueur le plus titré de l'histoire du football, est le latéral droit indiscutable pendant plus de dix ans, ce qui lui permet d'être le troisième joueur le plus capé de la sélection.

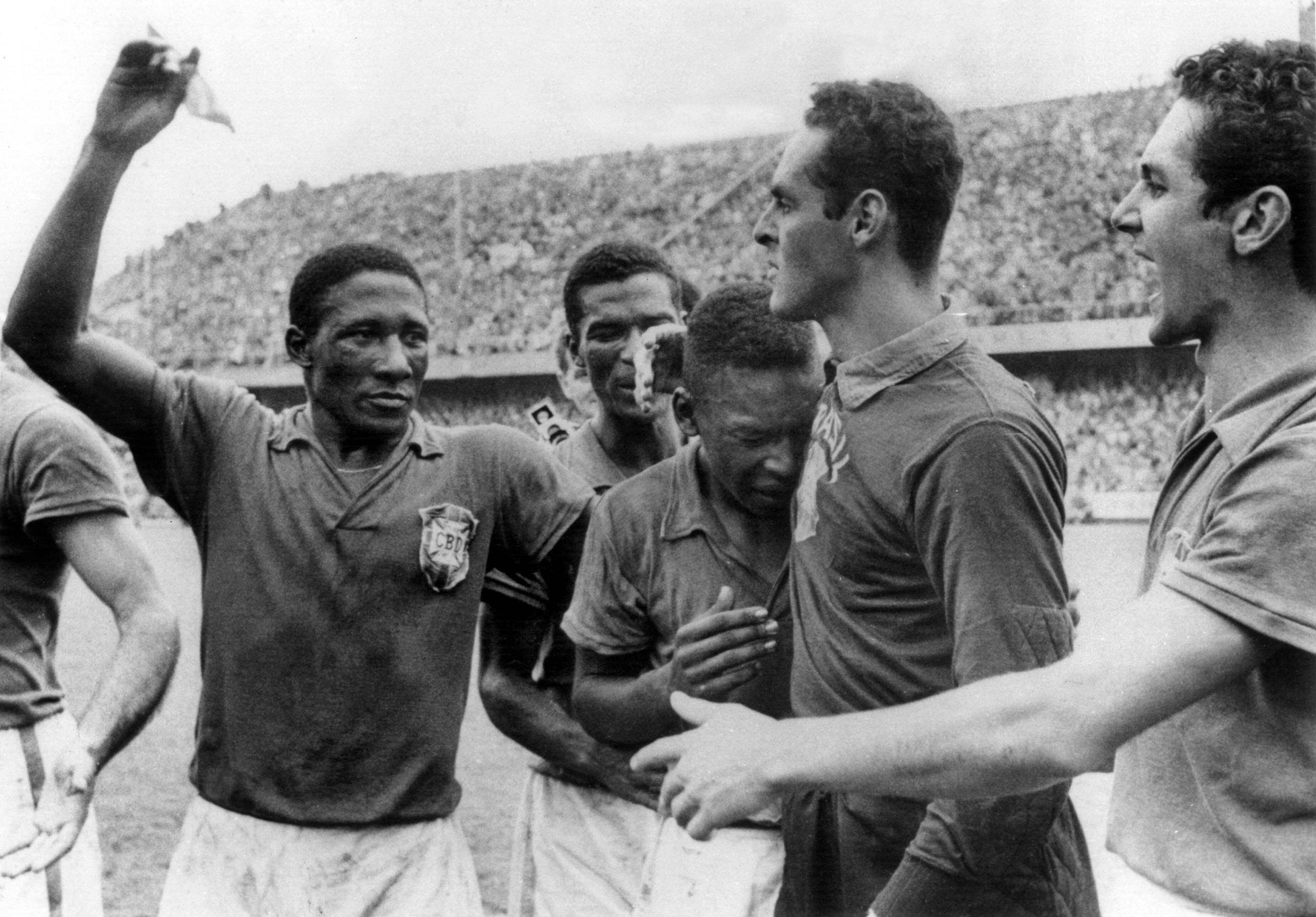
Djalma Santos, Pelé et Gilmar en 1958.
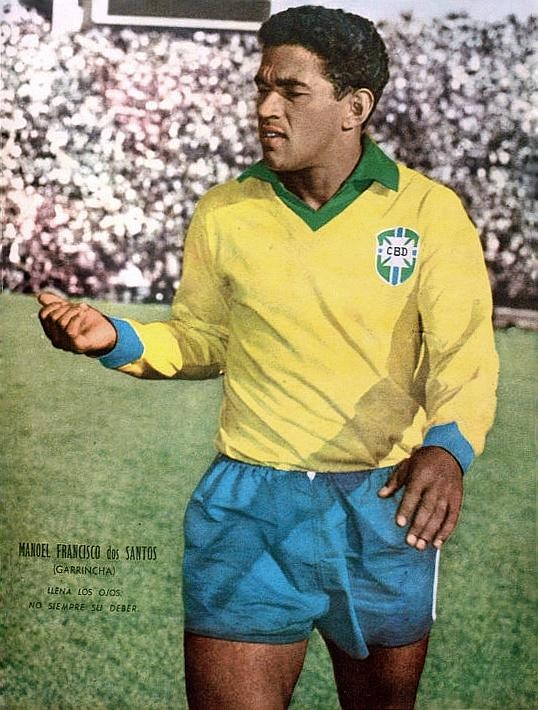
Garrincha en 1962.
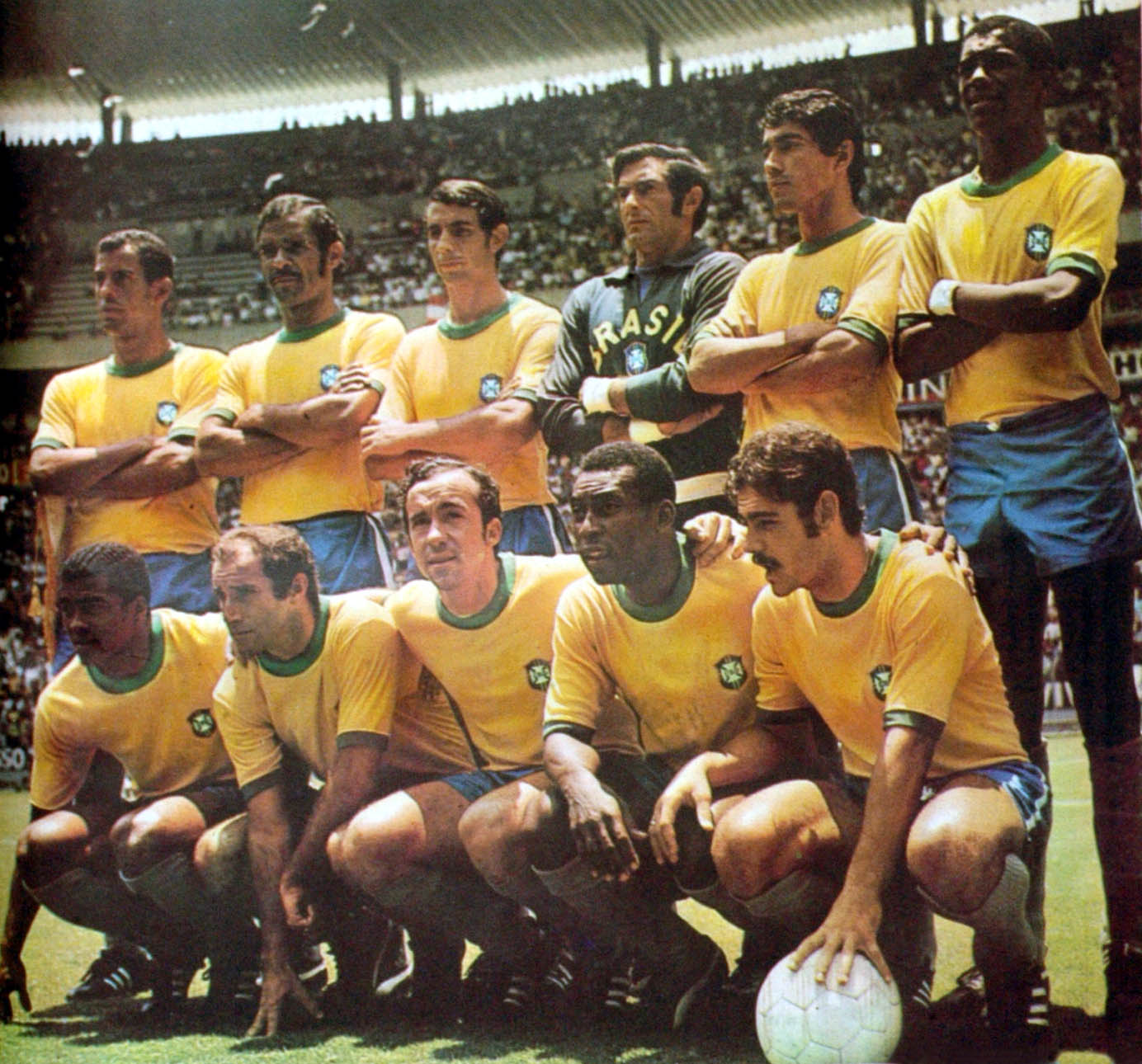
Le Brésil en 1970, avec Carlos Alberto Torres, Jairzinho, Gérson, Tostão, Pelé et Rivelino notamment.
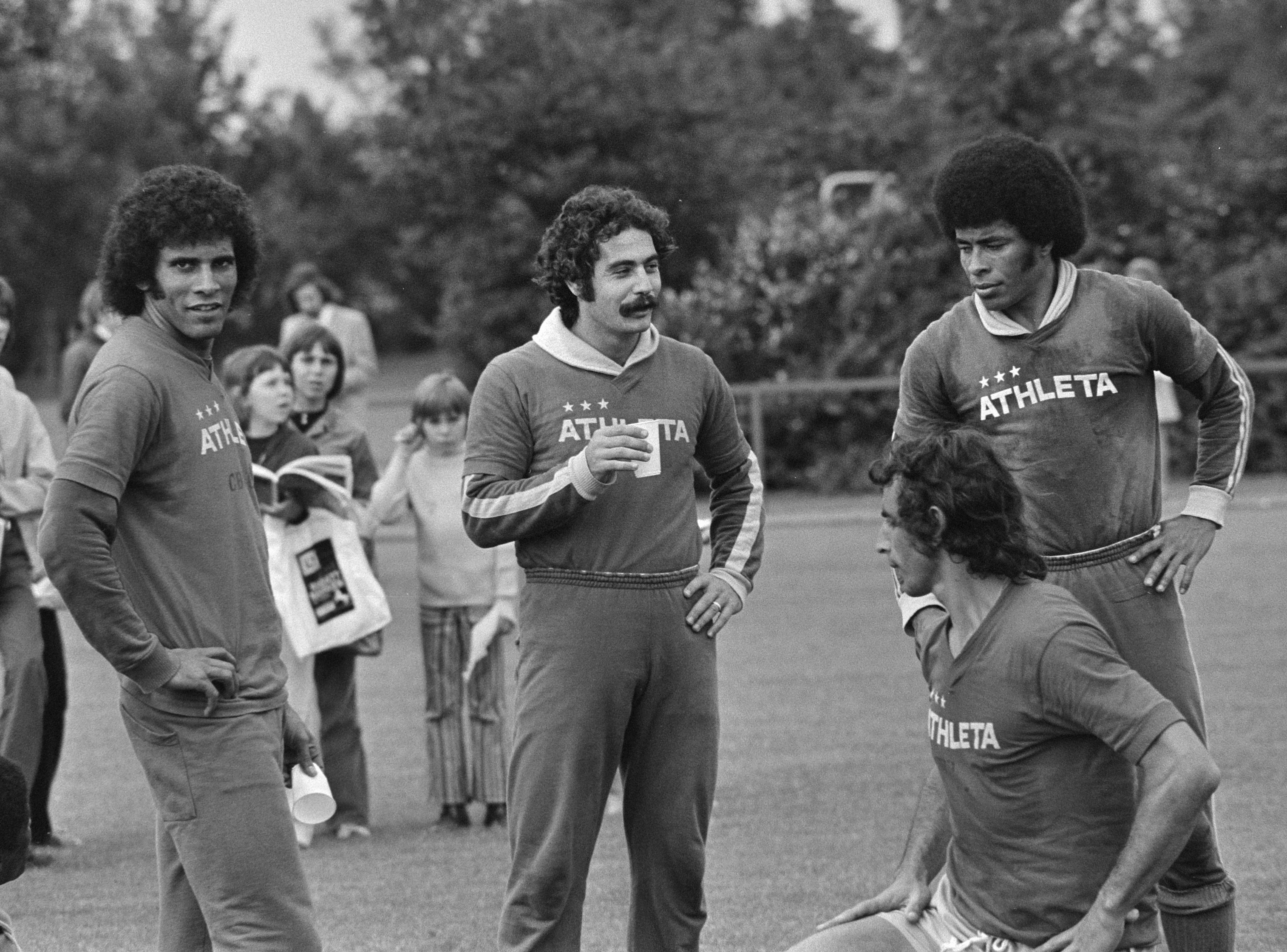
Rivelino et Jairzinho en 1974.
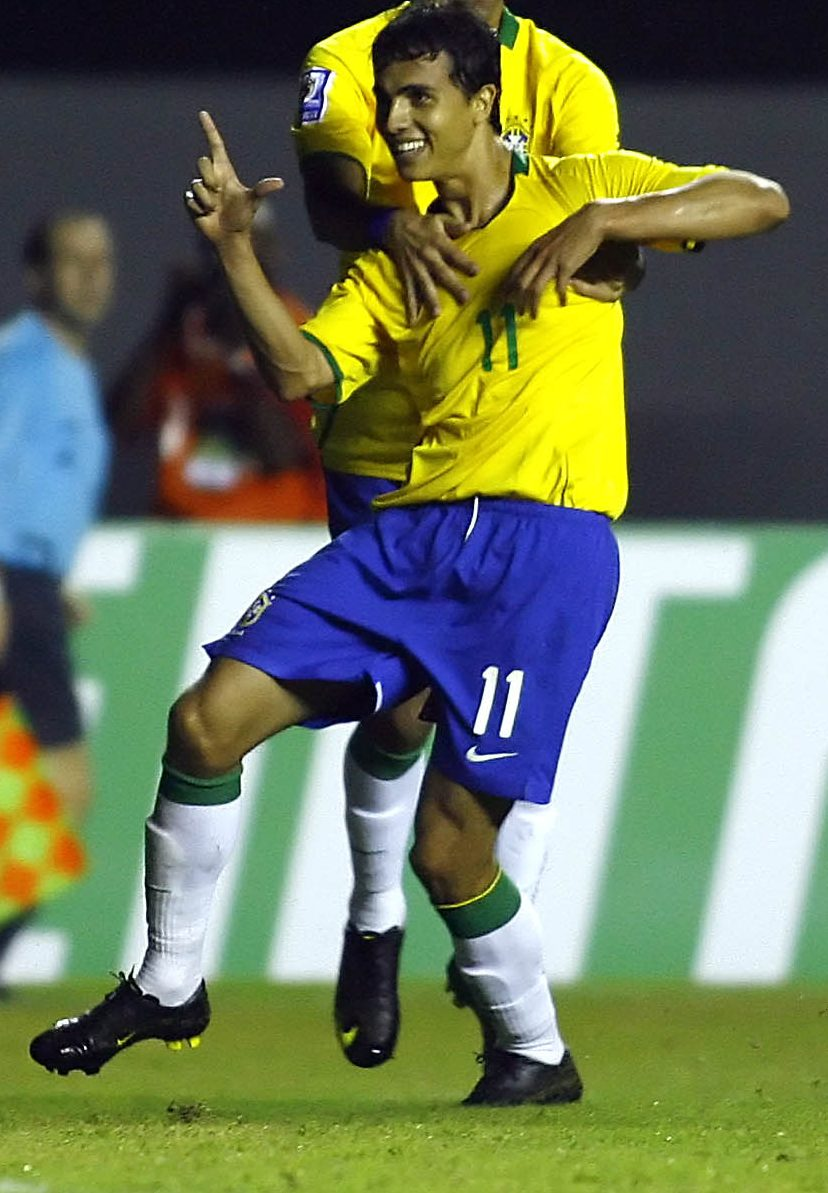
Nilmar joue pour le Brésil
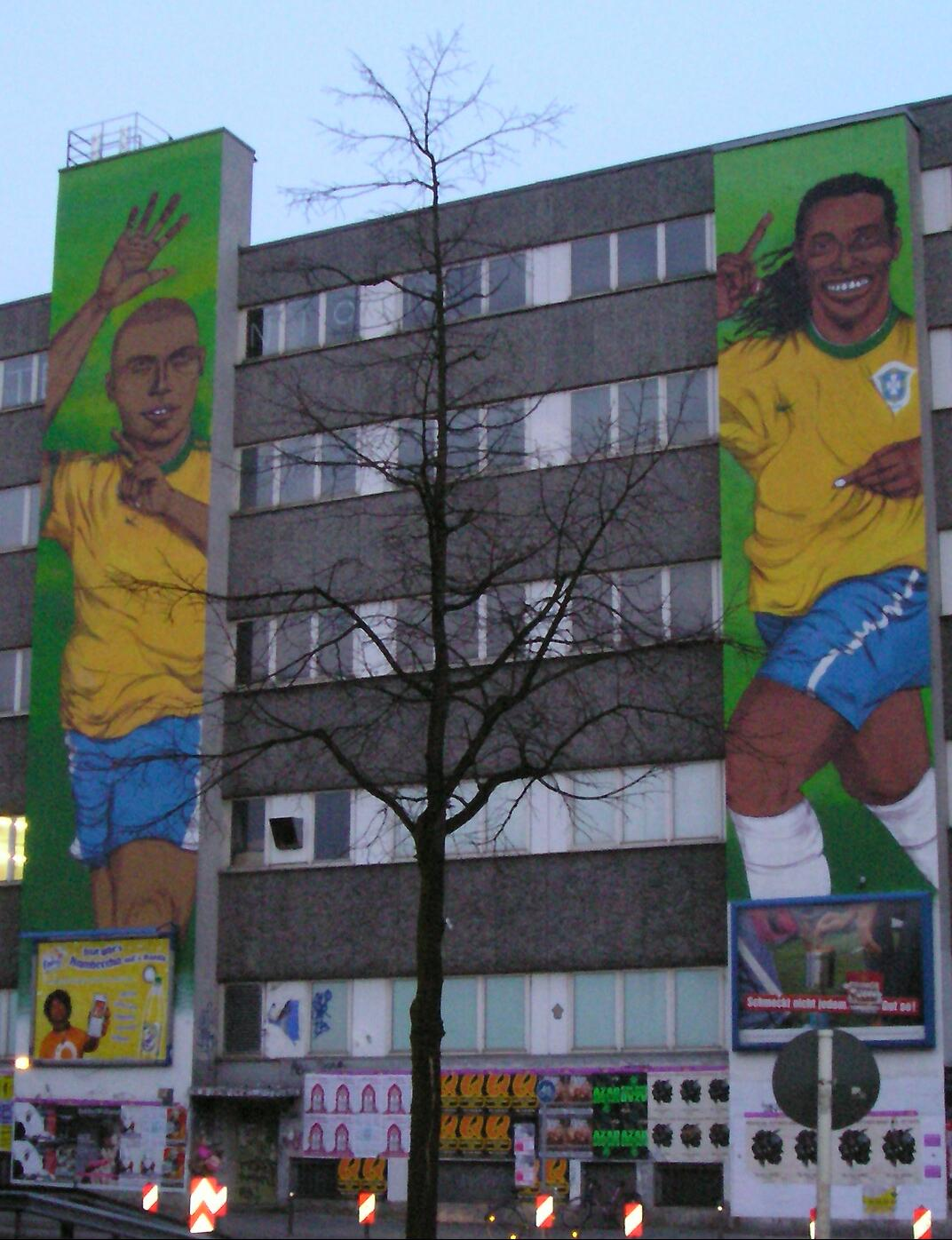
Graffiti monumental de Ronaldo et Ronaldinho en 2006.
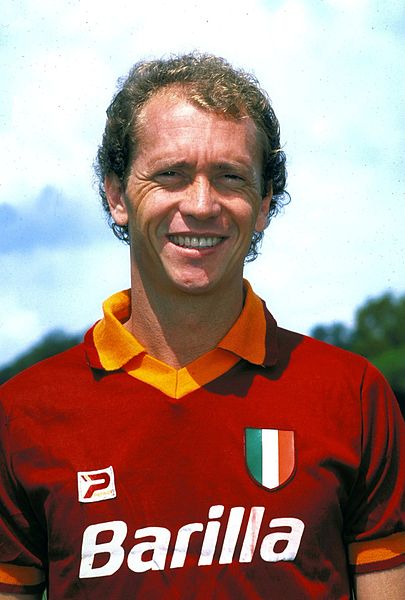
Falcão, joueur de l'équipe nationale en 1982.
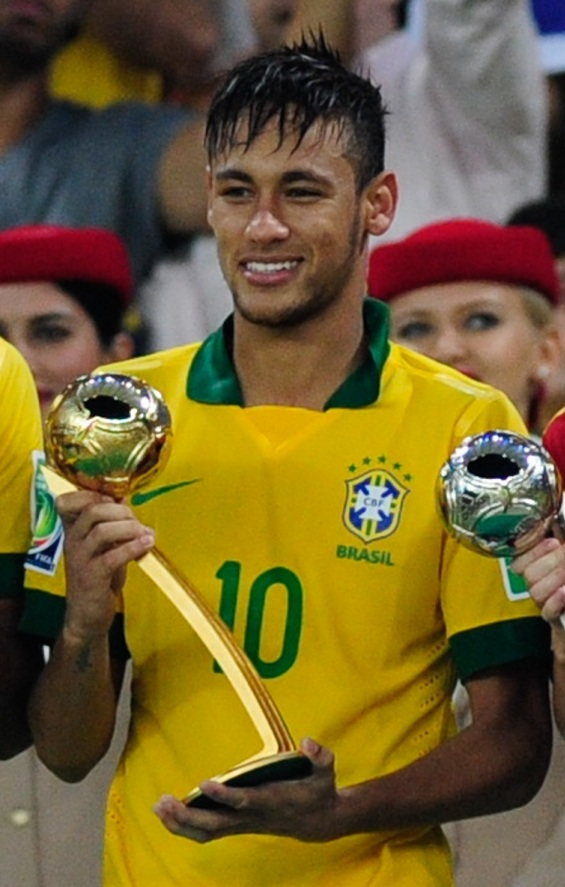
Neymar en 2013.

## Rivalités
| Adversaire              | M   | V  | N  | D  | Diff |
| ----------------------- | --- | -- | -- | -- | ---- |
| Argentine               | 108 | 42 | 26 | 40 | +3   |
| Uruguay                 | 77  | 37 | 20 | 20 | +18  |
| Mis à jour en août 2021 |     |    |    |    |      |

### Rivalité avec l'Argentine
Le duel entre Argentine et Brésil fait partie des classiques du football sud-américain. La rivalité entre les deux pays au football ne fait que prolonger, en la pacifiant, celle qui existait entre les deux voisins, depuis la guerre de Cisplatine et la guerre de la Plata. Illustration de cette rivalité, les deux sélections ne s'affrontent plus pendant dix années après les incidents de 1946, à la suite desquels le capitaine argentin José Salomón, blessé, doit arrêter sa carrière. Leurs confrontations sont l'objet d'un trophée, le Superclásico de las Américas, qui prend depuis 2011 la suite de la Copa Roca, une coupe organisée de manière discontinue de 1914 à 1971. La rivalité se prolonge enfin dans le débat sans fin de savoir qui de Pelé ou Diego Maradona est le meilleur joueur de l'histoire du football.

### Rivalité avec l'Uruguay
L'histoire du Brésil avec la Celeste, autre voisin et adversaire régulier, est marquée par le choc du « Maracanaço », le surnom donné à la victoire des Uruguayens au Brésil lors de la Coupe du monde de 1950. Les deux sélections s'opposent également à six reprises en finale continentale, en 1919 (la finale est rejouée), 1956, 1983, 1989, 1995 et 1999. Comme avec l'Argentine, un trophée a été mis en jeu entre les deux pays, la Copa Rio Branco, disputée à dix reprises entre 1931 et 1976.